# Antequera
Antequera es una ciudad española de la provincia de Málaga, en Andalucía. Situada en el norte de la provincia, es el centro de la comarca que lleva su nombre y la cabeza del partido judicial homónimo. Cuenta con una población de 41 619 habitantes (INE 2024). Su término municipal tiene una superficie de 749,34 km² y una densidad de 55,82 hab/km² y se encuentra situado a una altitud media de 575 m s. n. m. Por su población, Antequera es el primer municipio del interior de la provincia y el trigésimo cuarto de Andalucía y el mayor en cuanto a superficie, siendo además el vigésimo cuarto más grande de España. Antequera se encuentra en un enclave geográfico estratégico, por estar situado en el centro de Andalucía, donde confluyen las principales vías que comunican Málaga con Córdoba y Granada con Sevilla, las cuatro mayores ciudades de la comunidad autónoma. La ciudad se encuentra a 45 km de Málaga y a 115 de Córdoba, ciudades con las que está comunicada por tren de alta velocidad y la autovía A-45, y a 160 de Sevilla y 102 de Granada, con las que está comunicada mediante la autovía A-92 y también por alta velocidad, una vez terminado el Eje Ferroviario Transversal.
Por su situación estratégica de comunicaciones, con cuatro aeropuertos situados a una hora aproximada de distancia y en la vía ferroviaria del Puerto de Algeciras, Antequera se perfila como un importante centro de infraestructura logística, con varios parques empresariales y el nuevo Centro Logístico de Andalucía. Además, la Vega de Antequera, regada por el río Guadalhorce, es una zona agrícola fértil que proporciona cereales, aceite de oliva y hortalizas en abundancia.
Su nombre tiene origen en Anticaria, la antigua denominación romana, luego Antaquira en árabe, aunque varios yacimientos repartidos por el término municipal atestiguan que la zona estuvo habitada desde hace más de 6000 años. De su pasado conserva un extenso patrimonio arqueológico y arquitectónico, destacando el conjunto de dólmenes de Menga, Viera y El Romeral, así como numerosas iglesias, conventos y palacetes de distintas épocas y estilos. De su entorno físico destaca el paraje natural de El Torcal, famoso por las caprichosas formas de sus rocas calizas, que conforman uno de los paisajes kársticos más importantes de Europa.
Este espacio natural, junto con los dólmenes Menga, Viera, El Romeral y la Peña de los Enamorados, conforman el llamado Sitio de los Dólmenes de Antequera, declarado en julio de 2016 Patrimonio Mundial de la UNESCO.
Antequera fue uno de los centros ligados a los inicios del nacionalismo andaluz, donde se redactó la Constitución Federal de Antequera en 1883 y se acordó el llamado Pacto Autonómico de Antequera en 1978, que condujo a la consecución de la autonomía para Andalucía. Es antigua ambición de esta ciudad ser sede del gobierno andaluz, votación que perdió en su día en favor de Sevilla.

## Geografía

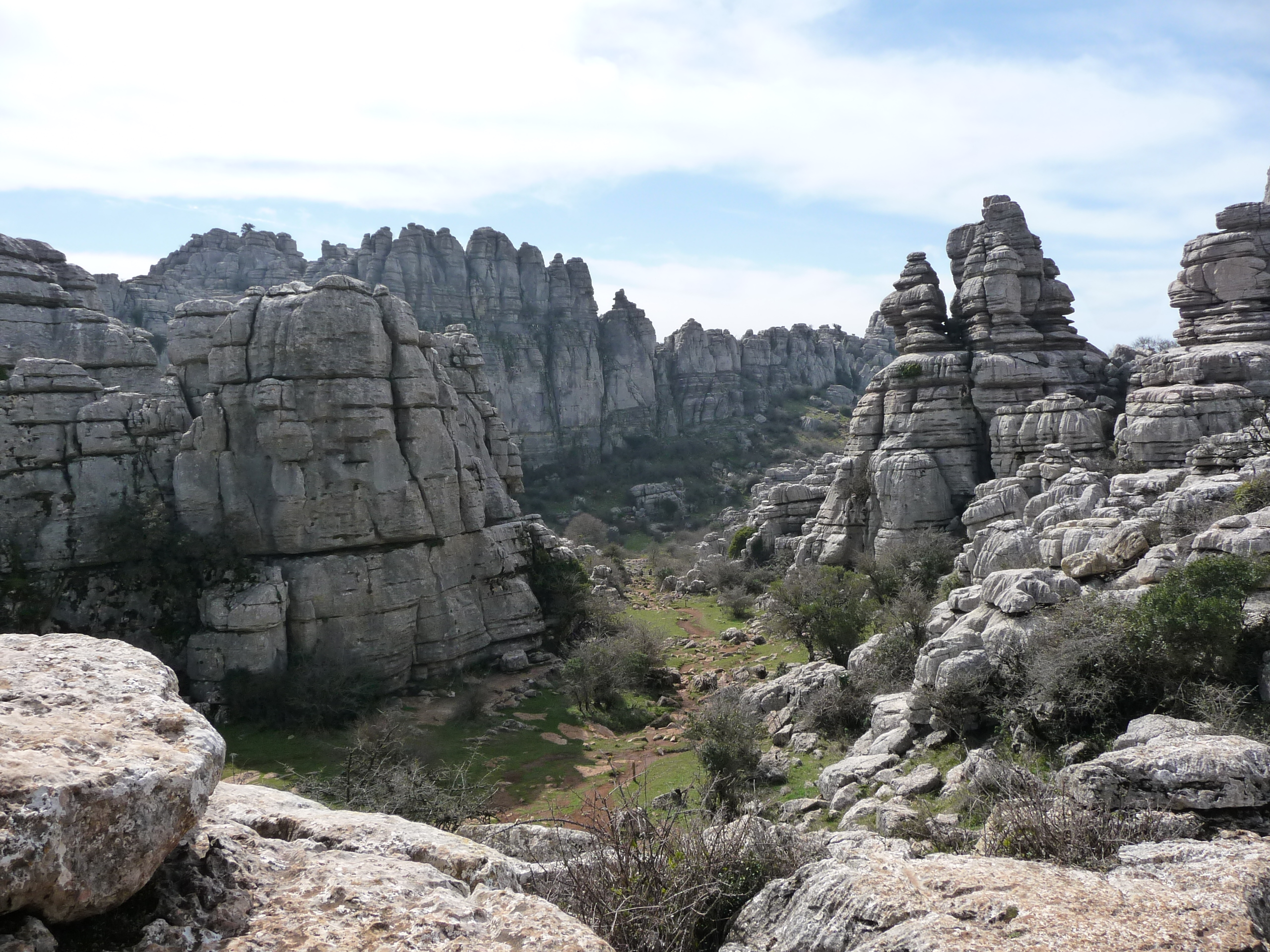
El Torcal de Antequera

Antequera está situada entre dos de las grandes unidades del relieve andaluz: las Cordilleras Subbéticas y el Surco Intrabético. Las Cordilleras Subbéticas están presentes de forma discontinua en las sierras que salpican la Vega de Antequera, depresión de la cadena de hoyas que conforman el Surco Intrabético.
Debido a la gran extensión del territorio municipal, presenta un carácter físico heterogéneo, en el que se diferencian tres unidades territoriales principales: la llanura de la Depresión de Antequera, los montes y las sierras, y las zonas de campiña, generalmente situadas entre las dos anteriores. La mayor parte del territorio se extiende sobre la llanura de la depresión, área fértil donde se concentran los cultivos de regadío y se asientan la mayoría de los centros urbanos municipales, incluyendo al núcleo central.
El conjunto de sierras penibéticas que conforma la Cordillera Antequerana, de litología caliza, constituye una gran barrera entre la depresión y el litoral de la provincia. Esta cadena montañosa se caracteriza por la ausencia de masas forestales y aprovechamientos agrícolas, debido a su carácter rocoso y topografía abrupta. Están ocupadas por matorral y monte bajo y un reducido número de cortijos y pequeños núcleos rurales.
Las zonas de campiña se localizan entre los bordes de la vega y los montes, así como en la vertiente sur de la Cordillera Antequerana. Son espacios de topografía suave, con pequeñas lomas y ocupados por cultivos de secano, sobre todo olivar y cereales, y algunos asentamientos urbanos.

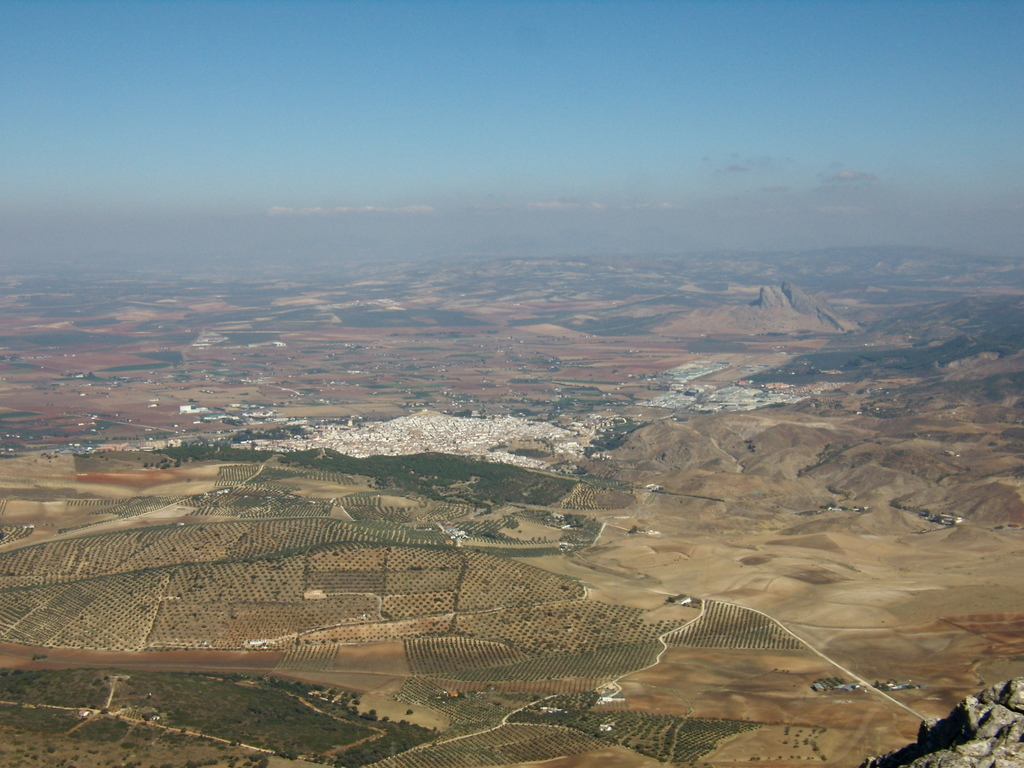
Vista de la Vega de Antequera. La ciudad, al centro y la Peña de los Enamorados a la derecha

Antequera constituye la cabecera de la comarca homónima, funcionando como centro administrativo, comercial y de servicios y equipamientos. Esta comarca es la principal vía natural de comunicación entre la Alta y la Baja Andalucía y al mismo tiempo entre la Costa del Sol y la Andalucía interior. El término municipal limita con dieciséis municipios de la provincia de Málaga y uno de la provincia de Córdoba; al norte limita con Humilladero, Mollina, Alameda y Benamejí; al noreste, con Cuevas Bajas; al noroeste, con Sierra de Yeguas y Fuente de Piedra; al oeste, con Campillos; al este, con Villanueva de Algaidas, Archidona y Villanueva del Rosario; al suroeste, con Ardales; al sureste, con Colmenar; y al sur limita con Casabermeja, Villanueva de la Concepción, Almogía, Valle de Abdalajís y Álora.
| Noroeste: Sierra de Yeguas y Fuente de Piedra | Norte: Humilladero, Mollina, Alameda y Benamejí (Córdoba)                          | Noreste: Cuevas Bajas                                            |
| Oeste: Campillos                              |                                                                                    | Este: Villanueva de Algaidas, Archidona y Villanueva del Rosario |
| Suroeste Ardales                              | Sur: Casabermeja, Villanueva de la Concepción, Almogía, Valle de Abdalajís y Álora | Sureste: Colmenar                                                |

### Relieve
Casi todo el municipio celeste se sitúa entre los 400 y los 600 m sobre el nivel del mar, siendo la mayor altitud el cerro de la Cruz de la sierra de Camarolos, de 1443 m. El relieve de la depresión es llano, con excepción de algunas formas onduladas y la Peña de los Enamorados, roca solitaria de 880 m.
La cordillera está constituida por una cadena de sierras calizas del Jurásico agrupadas en tres sectores separados por el Valle de Abdalajís y el Puerto de las Pedrizas. Al oeste se encuentran las sierras de Huma, Llana y del Valle de Abdalajís, siendo esta última la que alcanza mayor altitud con 1195 m. En el centro se levantan las sierras de Chimenea, El Torcal y de las Cabras, alcanzando los 1369 m en el Camorro Alto de la sierra de Chimenea. En el sector este, se localizan las sierras del Co y de Camarolos.
Al sur de la cordillera, el Corredor de Colmenar presenta una sucesión de suaves colinas y campiña alomada. Las mayores alturas corresponden al cerro del Águila, de 1171 m, el pico de Jaralón, de 947 m, y el cerro Caballo Blanco, de 922 m. Finalmente, cabe señalar la presencia de la llamada Transversal de Antequera, unidad alóctona del Triásico, que se sitúa entre la depresión y la cordillera. Está formada por pequeños relieves de aspecto alomado y altitudes entre los 600 y los 800 m. La ciudad de Antequera se sitúa a unos 575 m s. n. m.

### Clima
El clima en Antequera es de tipo mediterráneo, si bien, el efecto barrera de la Cordillera Antequerana provoca una tendencia a la continentalización, reduciendo la influencia de mar, mientras que la presencia de grandes espacios abiertos al norte, incrementa los flujos del viento de esta dirección. Así, los veranos son largos y calurosos y durante los inviernos las heladas son frecuentes. La temperatura media anual ronda los 15 °C. En invierno desciende hasta los -3 °C y puntualmente hasta los -10 °C, aunque son raras las nevadas. El verano, por su parte, es tórrido. Hay 2700 horas de sol.
Las precipitaciones son moderadas, alrededor de los 551 mm anuales, y suelen ocurrir en otoño y primavera, siendo el periodo estival de sequía casi absoluta. Los vientos dominantes son los de levante, llamados solano o granadino, según su procedencia, y los de poniente, conocidos como sevillanos, que aportan las mayores precipitaciones. El viento del norte es el más frío y poco frecuente.

### Hidrografía
El único río de importancia en Antequera es el río Guadalhorce. La red hidrográfica de la vega ha sido muy alterada por obras de canalización para la agricultura y la desecación de zonas endorreicas. En las zonas de montaña los cauces son pobres y de poca significación. Casi todo el municipio pertenece a la cuenca del Guadalhorce, excepto algunas pequeñas zonas del norte que vierten a la cuenca del Genil, y del sur, que lo hacen a las cuencas de los ríos Campanillas y Guadalmedina.
El Guadalhorce nace cerca del límite de la provincia de Granada y se adentra en Antequera formando un valle en "V" en la zona de la Transversal. Atraviesa la vega antes de desviarse hacia la garganta de El Chorro, quedando embalsado en el pantano Guadalhorce-Guadalteba, y abandona el municipio a través del desfiladero de los Gaitanes. De los restantes cursos de agua, cabe mencionar el río de la Villa, afluente del Guadalhorce, ya que abastece de agua potable a la ciudad y a numerosas huertas cercanas.

### Flora y fauna

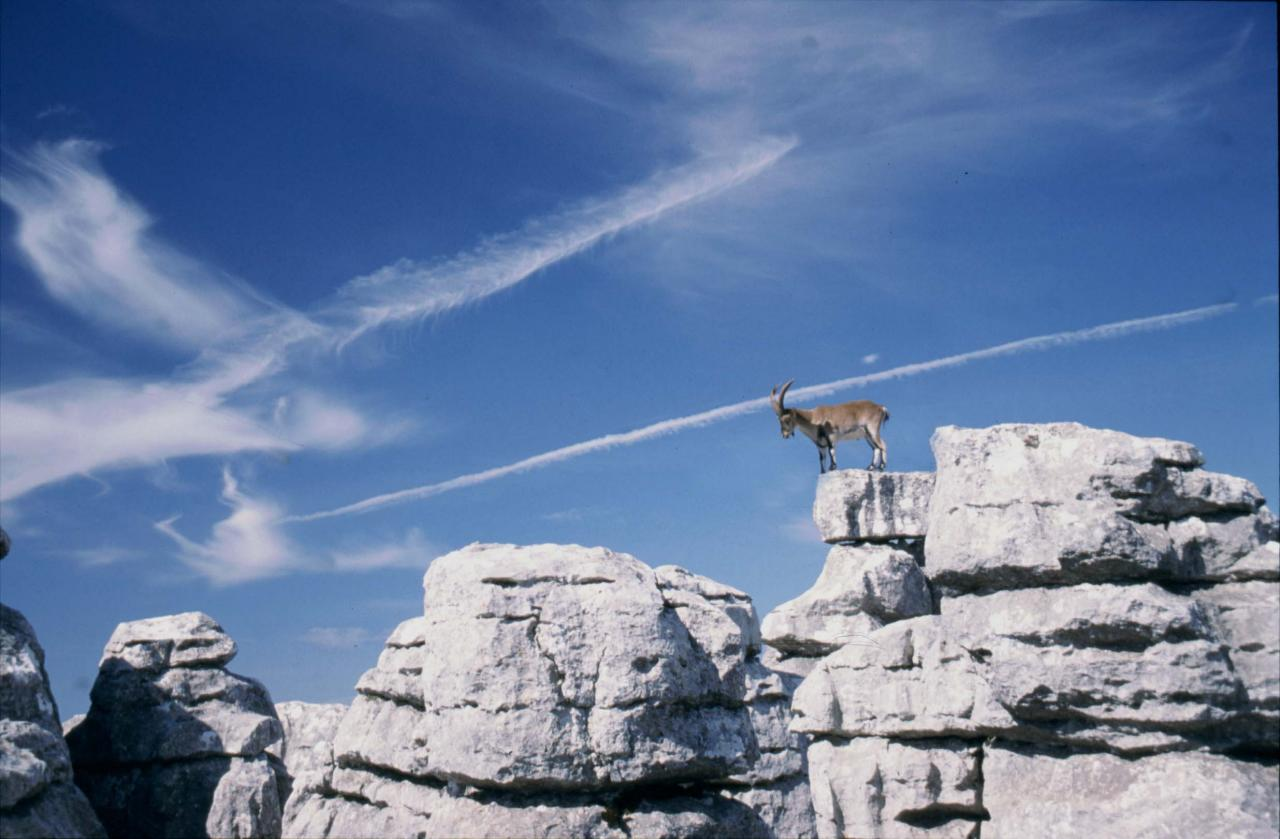
Ejemplar de cabra montés en la sierra de El Torcal

El clima de Antequera es favorable al desarrollo de una vegetación de tipo mesomediterráneo templado. No obstante, debido a la sequía estival, la vegetación es bastante xerófila. Además, por la rocosidad y abruptuosidad de las sierras y la dedicación de la vega a la agricultura, las masas forestales se concentran solo en algunas zonas, sobre todo en la parte norte de la cordillera, donde los suelos son aptos para la vegetación forestal.
Se distinguen encinares y montes adehesados en el Altiplano de las Lagunillas, Dehesa de Yeguas y la zona de la Saucedilla, donde se mezclan con majuelos, piornales y genistas, así como aulagas y retamas y pino carrasco de repoblación. Esta es la especie dominante en el Pinar del Romeral, mientras que el pino piñonero prevalece en el Pinar del Hacho. Otra zona de pinares se encuentra en la Sierra de Huma, donde los pinos se alternan con acebuches, enebros, sabinas y lentiscos. En las sierra de las Cabras y Camarolos la vegetación es, en general, dispersa y está representada por majuelos, aulagas, lastonares, encinas y quejigos.
La vegetación de ribera ha desaparecido casi por completo y solo permanece en algunos tramos del río Guadalhorce y los arroyos del Parroso, Cerezo, Cauche, Valdivia y la Yedra, donde se encuentran olmos, chopos, sauces, eucaliptos y álamos. Por el contrario, existen grandes zonas de vegetación degradada constituida por monte bajo y matorral, chaparral y algunas encinas.
Las sierras de Camarolos, del Co y de las Cabras albergan una fauna en la que están presentes más de 90 especies protegidas. En estas y otras zonas se ha detectado la presencia del búho real y el águila real, así como la perdiz y el conejo y varias especies de anfibios y reptiles. Cabe señalar que la Cordillera Antequerana sirve de corredor ecológico para especies como la cabra montés, ya que establece la conexión natural entre el parque natural de las Sierras de Tejeda, Almijara y Alhama y el parque natural de la Sierra de las Nieves. De entre los espacios naturales protegidos, destaca El Torcal, que cuenta con la calificación de paraje natural desde 1989. Contiene importantes valores naturales: geomorfología, flora, fauna y paisaje, y encierra una de las muestras más impresionantes de paisaje kárstico de Europa.
| Núcleo               | Población |
| -------------------- | --------- |
| Antequera            | 35 896    |
| Bobadilla-Estación   | 1338      |
| Bobadilla (pueblo)   | 476       |
| Colonia Santa Ana    | 96        |
| Cañadas de Pareja    | 133       |
| Cartaojal            | 1151      |
| La Joya              | 962       |
| Los Llanos           | 201       |
| Los Nogales          | 109       |
| Villanueva de Cauche | 321       |

## Historia

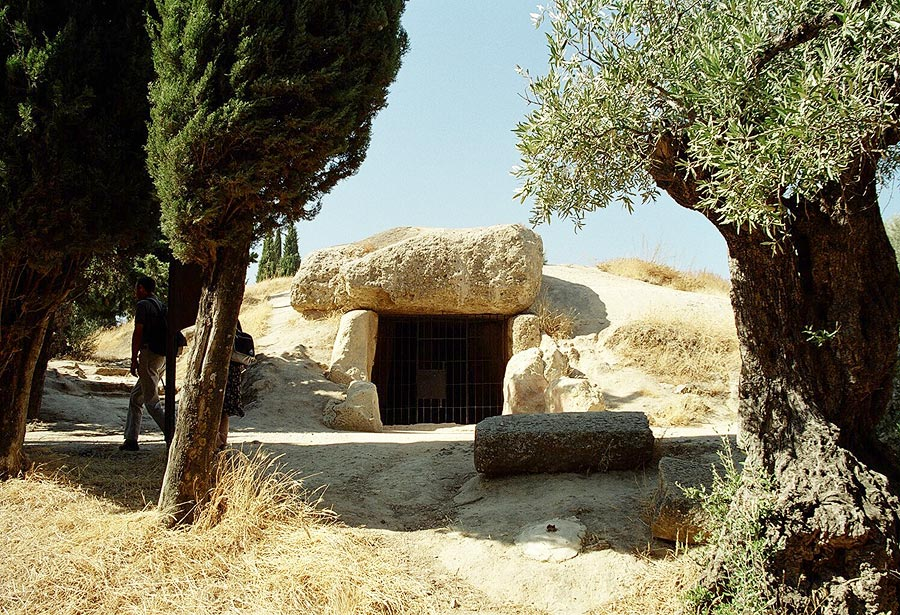
Dolmen de Menga

### Prehistoria

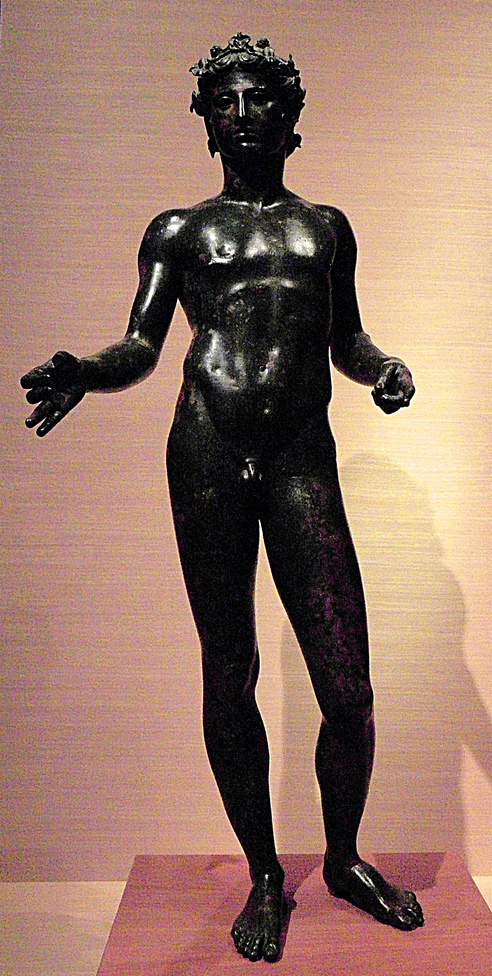
El Efebo de Antequera

La fundación de Antequera va ligada a la aparición del municipio romano de Anticaria. Los restos de civilizaciones anteriores se hallan en la arqueología prehistórica y se manifiestan en poblados cuya datación oscila entre 2000 y 2500 años a. C., aunque otras opiniones los datan en unos 4000 años. Los principales testigos de esta época son los dólmenes de Menga, Viera, El Romeral y la necrópolis de Alcaide, los tres primeros próximos a la ciudad y la última cercana a Villanueva de Algaidas, considerados el mejor conjunto dolménico de España y cuyo principal exponente es el dolmen de Menga, verdadero hito del megalitismo en la península ibérica.

### Edad Antigua
El vacío de datos entre los grandes complejos de la prehistoria y el legado romano, no es indicativo para ignorar posibles asentamientos de íberos, tartesios, fenicios y cartagineses, los primeros de presencia hipotética, pero no desdeñable, sin embargo, la de los cartagineses queda patente en barros y sepulcros hallados en cerro León, escenario de una batalla entre Asdrúbal y las legiones romanas. En la época romana, el pueblo asimiló rápidamente la cultura romana y la lengua latina. En virtud de los romanos, la ciudad siguió siendo un importante centro comercial, sobre todo conocida por su producción de aceite de oliva. Del legado romano permanecen los baños romanos excavados, situados en la parte suroeste de la ciudad, y la escultura del Efebo de Antequera, datado del siglo I d. C.

### Edad Media
Los germanos destruyeron junto con Anticaria, Singilia, Nescania, Osqua y Aratispi, dejándolas arrasadas, aunque en el caso de Singilia todos los hallazgos testimonian que continuó ocupada en época musulmana hasta el siglo XII, así como su importancia en época alto-imperial. Lo mismo sucede con Anticaria, en la cual entraron las tropas árabes mandadas por Abd al-Aziz ibn Musa, tras el tratado que celebró en Orihuela con el monarca godo Todmir o Teodomiro. Durante la dominación árabe se la conoció como Medina Antakira y se fortificó con una alcazaba y una muralla defensiva.

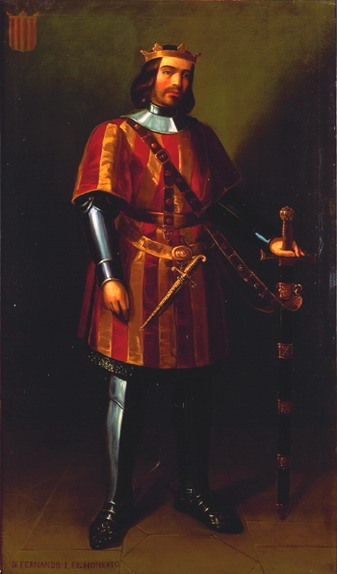
Fernando I de Aragón, conquistador de Antequera

Desde mediados del siglo XIII, tras la conquista cristiana de Sevilla y Jaén, es cuando Antakira empieza a adquirir importancia como centro de operaciones militares, debido a su cercanía a la frontera entre cristianos y musulmanes. La importancia que en Castilla se atribuía a la conquista de la ciudad se evidencia por el hecho de que asumiera personalmente su realización el propio regente Fernando, que gobernaba en nombre de su sobrino Juan II y que ha pasado a la historia con el sobrenombre de "el de Antequera".
Después de varios intentos infructuosos, el asalto final de los castellanos comenzó el 20 de abril de 1410 y no terminó hasta el 22 de septiembre, cuando los andalusíes negociaron la entrega de la ciudad a cambio de caballerías para su retirada a Archidona. Después de la conquista, fue declarada ciudad por una real cédula de 9 de noviembre de 1441. Durante toda la conquista castellana fue centro neurálgico y fronterizo de choque, punto de partida para conquistas posteriores, como las campañas de Álora y Casarabonela, y sobre todo plataforma de expediciones contra el Reino nazarí de Granada. En 1466, el rey Enrique IV concede el título de "muy noble" a la ciudad de Antequera por los heroicos servicios prestados por sus moradores.

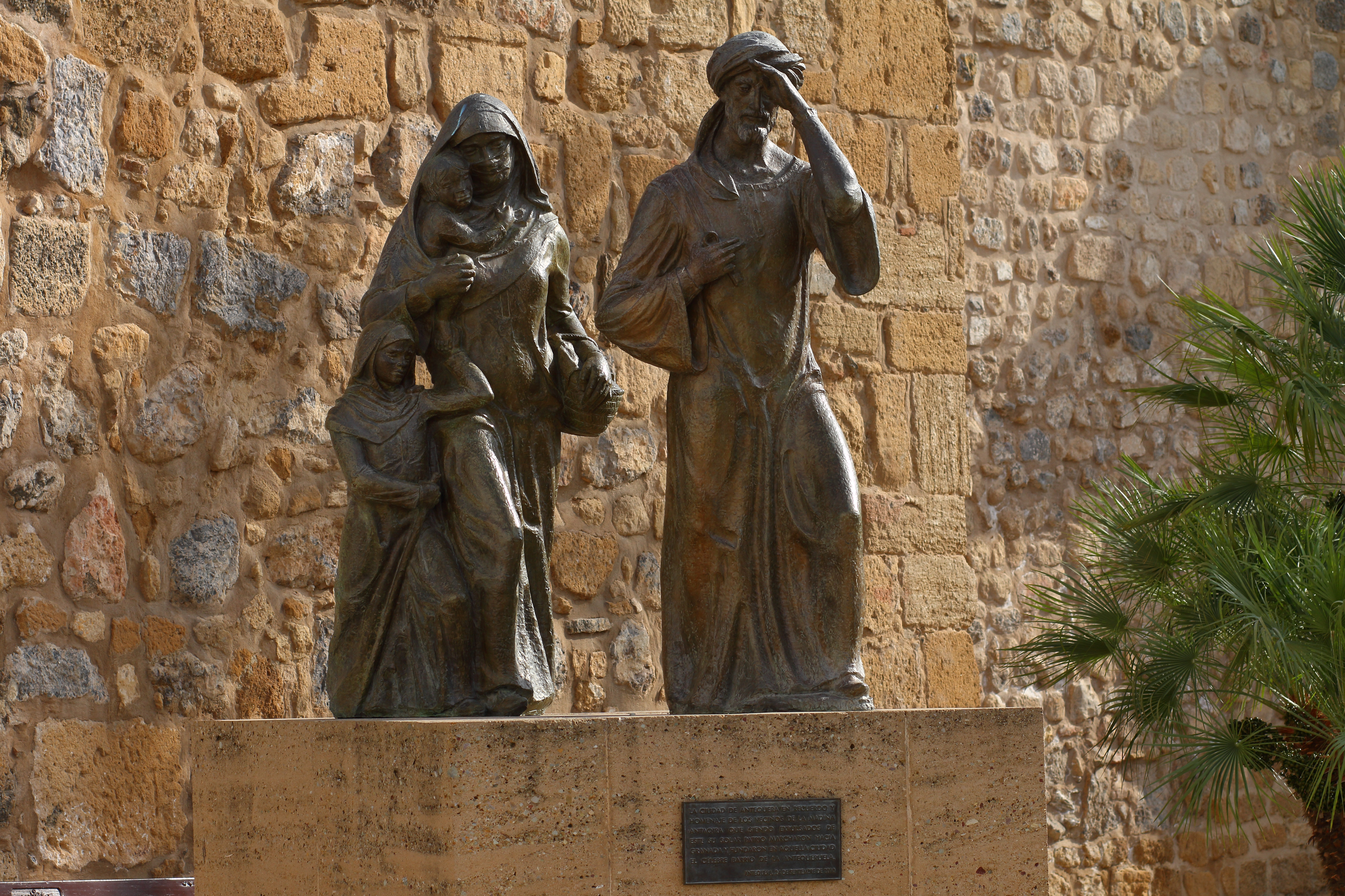
Monumento a los musulmanes antequeranos

### Edad Moderna
A partir de la conquista de Granada en 1492 la ciudad comienza a transformarse y a extenderse fuera de las murallas, aumentando su población al calor de sus fértiles tierras y a la ausencia de enemigos. Bajo el dominio castellano, la ciudad siguió siendo un importante centro comercial debido a su ubicación, su floreciente agricultura y a la labor de sus artesanos, que contribuyen en el crecimiento cultural de la ciudad. Pero va a ser durante los siglos XVI y XVII cuando la ciudad experimenta un mayor crecimiento demográfico, llegando a ser una de las ciudades comerciales más importantes de Andalucía, debido principalmente a su ubicación como encrucijada de algunas las principales rutas comerciales. En estos siglos fallecieron Pedro Espinosa, Cristobalina Fernández de Alarcón y Luis Martín de la Plaza, poetas destacados de la llamada escuela antequerana.

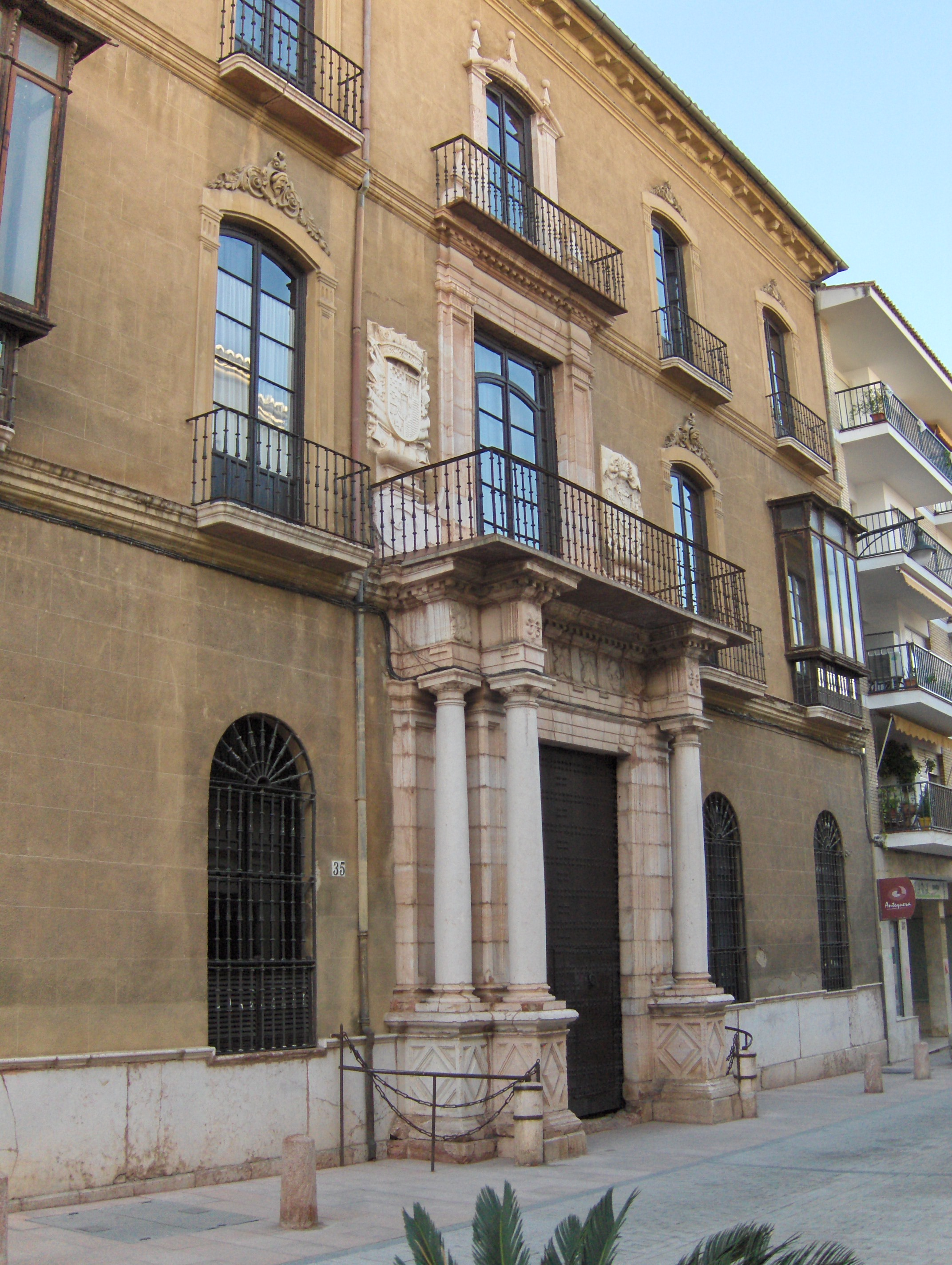
Palacio de Villadarias

En el año 1500, los Reyes Católicos conceden licencia a la ciudad para que esta cediera 700 varas de terreno en las que poder labrar un monasterio bajo la advocación de San Zoilo, por los Frailes de la Observancia de San Francisco. Además, los mismos reyes fundaron la Real Colegiata de Santa María La Mayor, que desde ese momento se convirtió en el referente cultural antequerano. En 1573 aparece la primera imprenta, siendo Antequera la séptima ciudad andaluza en tenerla después de Sevilla (1472), Granada (1496), Osuna (1549), Baeza (1550), Córdoba (1556) y Jerez (1564), a pesar de que no contaba con universidad, aunque sí contaba con una cátedra de gramática adscrita a la Colegiata.
En el siglo XVIII es cuando la ciudad alcanza su mejor momento. La ciudad se transforma y numerosas congregaciones religiosas se asientan en la ciudad y construyen numerosas casas, capillas e iglesias, hasta convertir a Antequera en una auténtica ciudad conventual. La nobleza también realiza encargos de nuevos palacios y surge entonces una importante actividad artística destinada a nutrir, no solo los numerosos conventos y palacios antequeranos, sino también los de poblaciones vecinas y de otras provincias. En esta época, Antequera fue una de las ciudades andaluzas con mayor actividad manufacturera, especialmente en lo relacionado con la industria textil, basada sobre todo en la lana, y en menor medida en la seda y el lino. Hacia 1755 la ciudad contaba con 87 fabricantes textiles que disponían de 147 telares. Por su importancia, en 1765 se le concede el título de “Real” a la Fábrica de Lanas, Paños y Bayetas. La mayor parte de las fábricas se concentraba en la ribera del Río de la Villa, que proveía de energía a las instalaciones.

### Edad Contemporánea

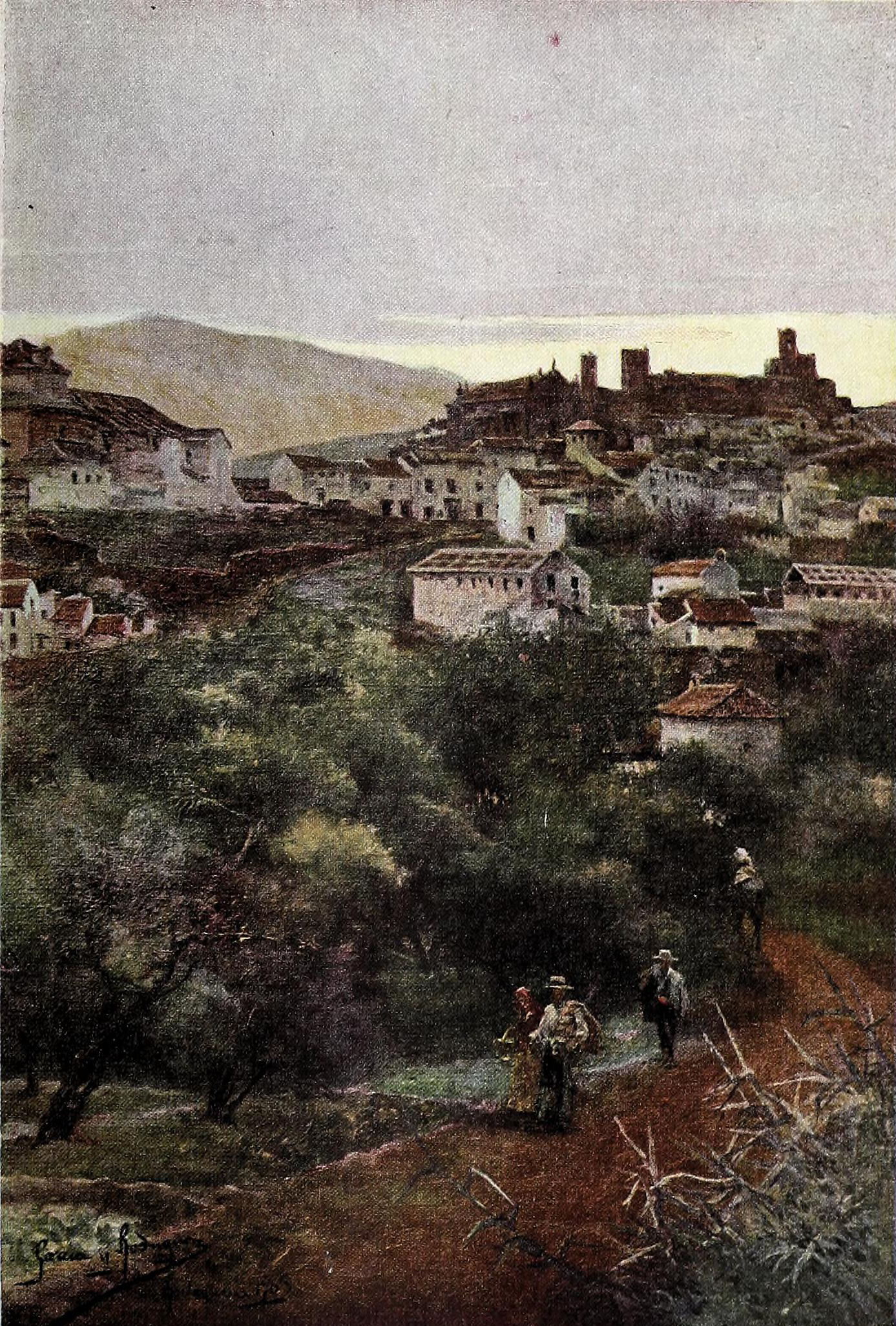
Antequera hacia 1906 por Manuel García y Rodríguez

El siglo XIX se caracterizará por la pérdida de población debido a las epidemias, y la entrada en escena de una incipiente burguesía que buscará en el sector textil y lanero, alternativas a la agricultura y a los oficios en decadencia. En 1810 la ciudad volvió a ser tomada, esta vez por las tropas francesas, que fueron expulsadas dos años más tarde. El desembarco de la era industrial en la ciudad, hace que sus productos puedan ser comercializados en toda España, siendo muy famosas y valoradas las mantas antequeranas. Pero poco después, a partir de la inauguración del primer ferrocarril Barcelona-Mataró, Antequera irá perdiendo mercando en favor del textil catalán, hasta desaparecer por completo. En 1883, se aprobó en Antequera la constitución andaluza y desde ese momento tomó el nombre de Constitución de Antequera. De 1892 data la Azucarera San José, la industria más importante de Antequera de su tiempo.
En los inicios del siglo XX se creó el periódico El Sol de Antequera, decano de la prensa malagueña. Las posteriores guerras y otros factores de este siglo no favorecieron en nada el desarrollo de la ciudad, y provocó que la ciudad volviera a recurrir de nuevo a una agricultura cada vez menos competitiva. Tras la guerra civil española, la localidad sufre un gran declive económico y social provocando una intensa emigración.
Con la llegada de la democracia y la descentralización del Estado, el consenso social en favor de la autonomía para Andalucía se materializó en el llamado Pacto de Antequera el 4 de diciembre de 1978. La ciudad fue propuesta para encabezar la capitalidad de la comunidad autónoma, pero no prosperó y finalmente Sevilla fue la elegida.

## Demografía
Antequera cuenta con una población de 41 619 habitantes (INE 2024).
| Gráfica de evolución demográfica de Antequera entre 1842 y 2021 |
| |
| Población de derecho según los censos de población del INE Población de hecho según los censos de población del INEEn 1857 crece el término del municipio porque incorpora a Bobadilla En 1877 incorpora a Villanueva de Cauch En 2010 disminuye el término del municipio porque independiza a Villanueva de la Concepción |

En 2017 era el decimotercer municipio de la provincia de Málaga por población y el primero del interior. La densidad de población es de 54,85 hab/km². La zona más poblada de la localidad es el casco antiguo; el centro de la ciudad. El resto de la población se concentra en las pedanías y, en menor medida, en cortijos y otras viviendas rurales. Hasta marzo de 2009, Villanueva de la Concepción también formó parte de Antequera como entidad local autónoma.
El número de extranjeros residentes en el municipio, según datos del Instituto de Estadística de Andalucía de 2011, era de 2111, siendo la comunidad más numerosa la formada por ciudadanos de Brasil, que representan casi un 22 % del total de extranjeros.

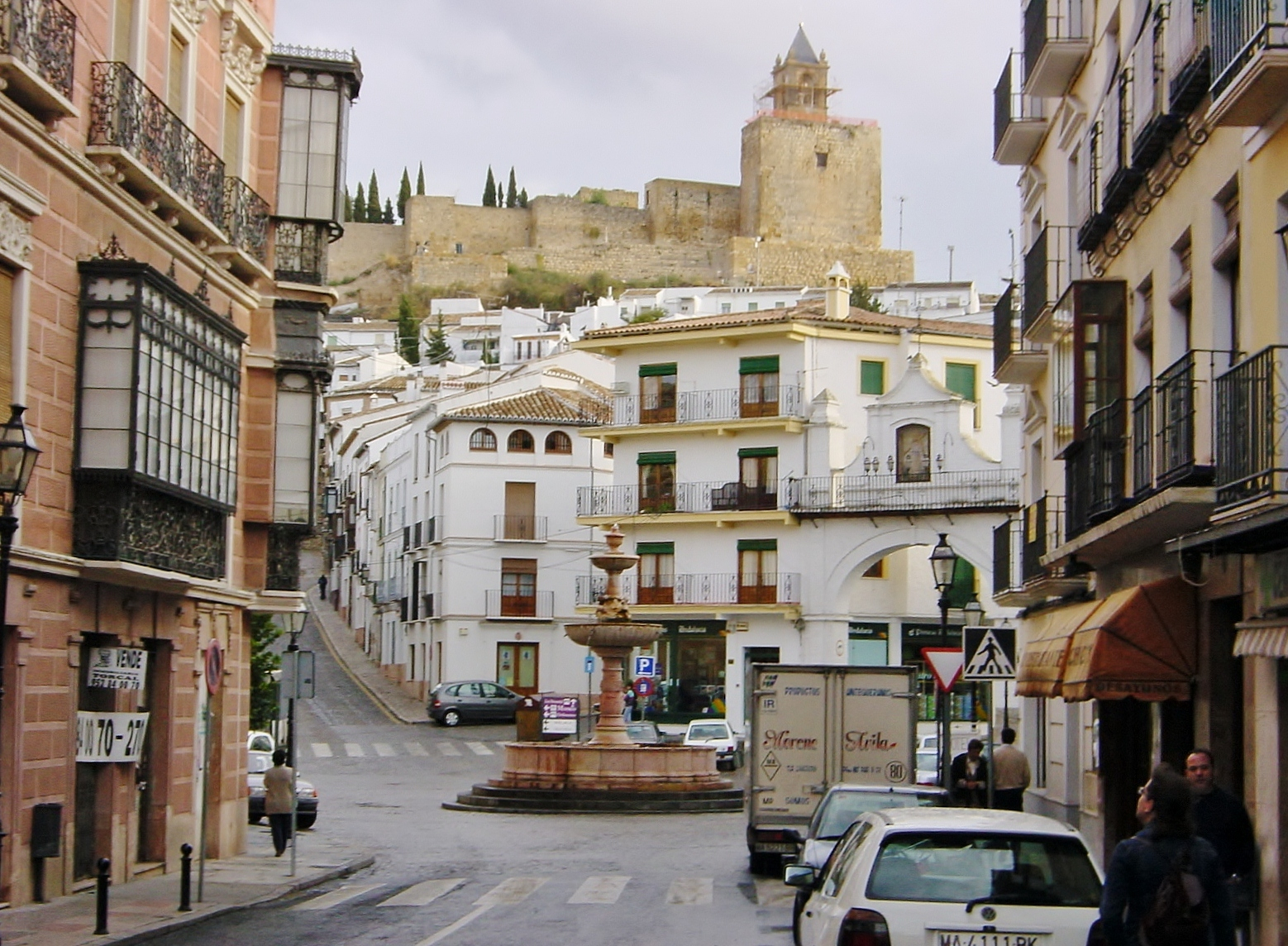
Calle del casco antiguo. A la izquierda, la Casa de los Bouderé

### Núcleos urbanos
El núcleo principal del municipio lo constituye la ciudad de Antequera, la cual posee un centro histórico bien conservado y numerosos monumentos. Su emplazamiento se debe a su origen romano y musulmán, elegido probablemente por tratarse de un paraje elevado desde donde se domina la vega.
Los restantes núcleos son de pequeño tamaño y presentan características comunes, como su carácter rural y tipologías edificatorias que corresponden a la agrupación de viviendas unifamiliares de poca altura, además de ser todos de reciente creación, surgidos con vista a la explotación agropecuaria de la zona o alrededor de las infraestructuras ferroviarias. La mayoría se localizan en la vega para aprovechar su fertilidad agrícola: Cartaojal, Los Llanos de Antequera, Bobadilla, Bobadilla-Estación, Colonia de Santa Ana y Cañadas de Pareja. Los demás se ubican en la vertiente sur de la cordillera: Villanueva de Cauche, La Joya, Los Nogales y La Higuera.

## Economía

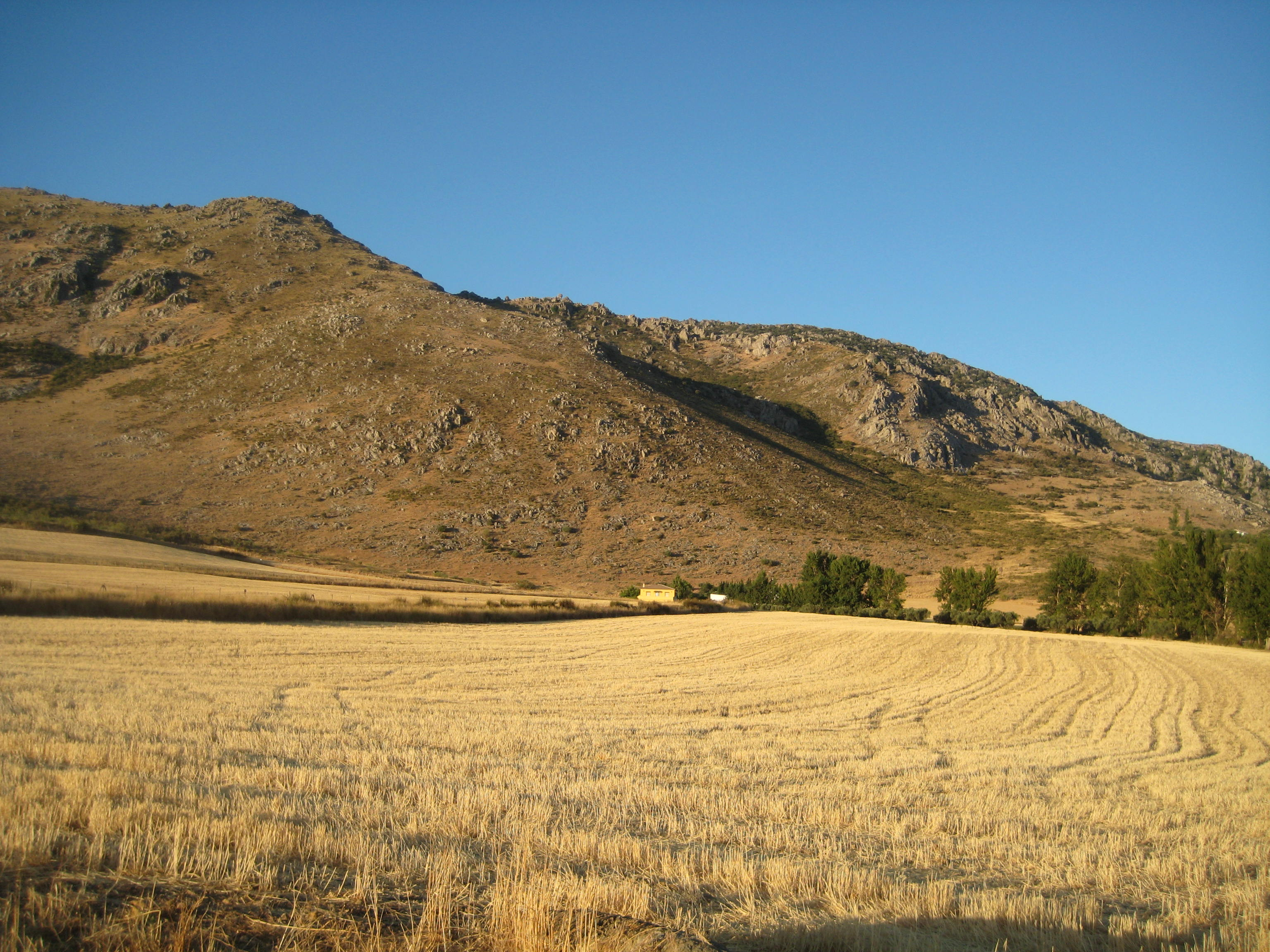
Cultivos herbáceos en la campiña de Antequera.

| Ganado         | Cabezas |
| -------------- | ------- |
| Caprino        | 33 637  |
| Ovino          | 14 769  |
| Porcino        | 13 451  |
| Aves           | 10 579  |
| Bovino         | 3337    |
| Equino         | 544     |
| Conejas madres | 148     |

### Agricultura y ganadería
La Vega de Antequera ha sido descrita como la «despensa» de la provincia de Málaga. De hecho, en esta zona se recoge el 90 % de la producción de tubérculos de la provincia, principalmente patata y cebolla, que juntas sumaron una cosecha en 2007 de 33 millones de kilos. Ese mismo año se recolectaron 250 000 kilos de espárragos, producto especialmente rentable del que el 90 % se comercializa en mercados europeos. Estos tres cultivos son los más importantes, destacando la producción de la patata temprana, de la que Antequera es primera productora de España, con 8 millones de kilos anuales.
La agricultura es fundamental en la economía de la ciudad. El municipio tiene un total de 50 605 ha cultivadas, distribuidas entre 24 713 ha destinadas al cultivo de herbáceos y 25 892 ha dedicadas a los cultivos leñosos. La mayor parte de la superficie agrícola se dedica al secano, siendo los cultivos principales el olivar, los cereales y los cultivos industriales. Los cultivos de frutales representan un pequeño porcentaje de la superficie cultivada en comparación con los cultivos de secano. Destaca el número de cooperativas dedicadas a la producción de aceite de oliva, entre las que sobresale Dcoop, una de las mayores cooperativas de España.
La superficie de regadío se dedica asimismo a los cultivos herbáceos, especialmente el trigo, la cebada, la avena, las leguminosas, los tubérculos y los cultivos industriales y forrajeros. La zona de regadío se concentra en la vega, donde se llegó a construir incluso el poblado de colonización de Los Llanos de Antequera, con el objetivo de potenciar el regadío en la zona.
El interés de la ganadería en el municipio se centra en la industria láctea, que aglutina a un gran número de socios. En el municipio existen las unidades de ganado que se muestran en la tabla adjunta. En los últimos veinte años se han consolidado, en su término, varias ganaderías de caballos de Pura Raza Española (Caballo Andaluz) que destacan por su pureza y calidad.

### Comercio, industria y turismo

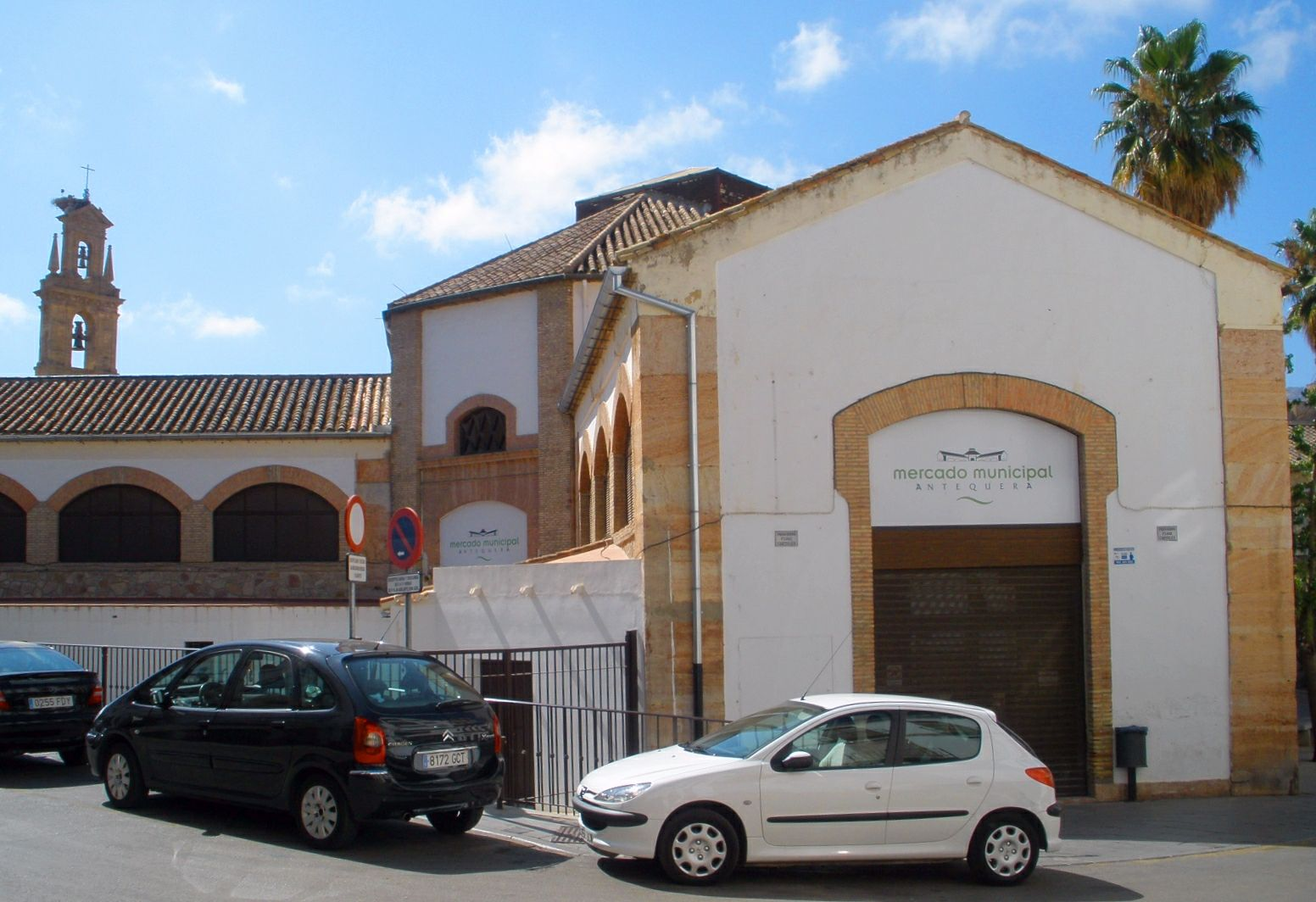
Mercado Municipal de Antequera

Debido al desarrollo de las comunicaciones y a su posición central en Andalucía, la industria logística ha experimentado un boom en la zona con la instalación de numerosas empresas como Verdifresh, Alcati, los centros de distribución de Mercadona y Dia o la planta de producción de Bimbo, entre otras muchas instalaciones. Una de las mayores zonas de concentración de empresas es la llamada Centro Logístico de Andalucía, donde residen empresas como Puertas THT, Baeza SA o la distribuidora de productos marítimos Cadelmar.
El Centro Comercial Abierto es un conjunto de calles comerciales que se encuentra en el centro de la localidad. Se extiende entre la calle Alameda y la calle Carrera, donde están la mayoría de los comercios que hay en la ciudad. Dicho centro comercial abierto abarca distintos gremios como textil, alimentación, ferretería y calzado. Por otro lado, el turismo que acoge la ciudad suele ser de tipo cultural y monumental.

### Evolución de la deuda viva municipal
El concepto de deuda viva contempla sólo las deudas con cajas y bancos relativas a créditos financieros, valores de renta fija y préstamos o créditos transferidos a terceros, excluyéndose, por tanto, la deuda comercial.
| Gráfica de evolución de la deuda viva del Ayuntamiento de Antequera entre 2008 y 2022                                 |
| |
| Deuda viva del Ayuntamiento de Antequera, en miles de euros, según datos del Ministerio de Hacienda y Función Pública |

## Transportes y comunicaciones

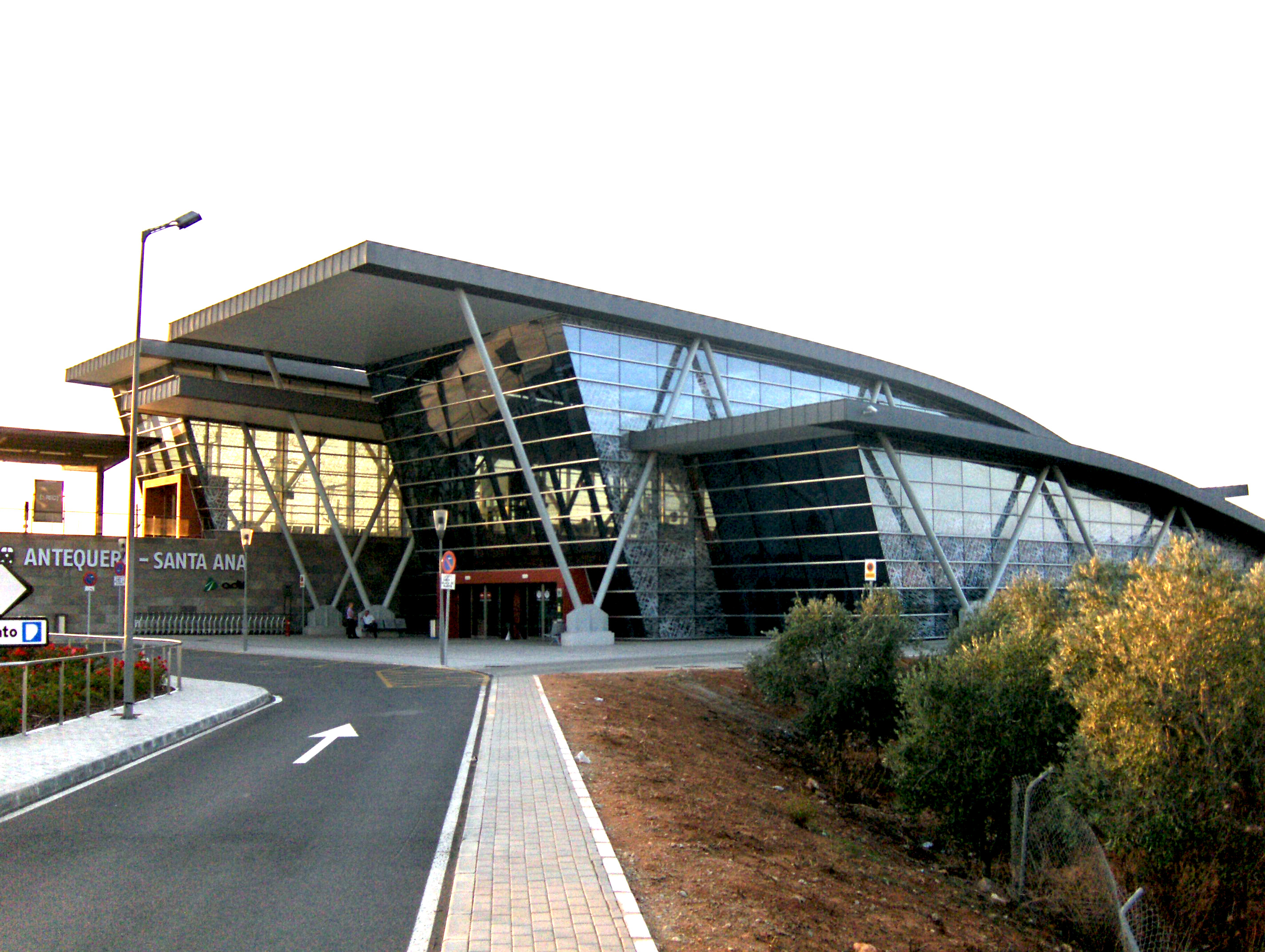
Estación del tren de alta velocidad Antequera-Santa Ana.

### Transporte ferroviario
En el municipio de Antequera hay tres estaciones de tren. La estación de Antequera, que se encuentra en la misma ciudad, la estación de Bobadilla, situada a 16 km en el anejo homónimo, y la estación de Antequera-Santa Ana, situada a 20 km en la Colonia Santa Ana, por la que circula el AVE.
Los servicios de alta velocidad comunican a Antequera con la estación de Málaga-María Zambrano y con las estaciones de Puente Genil-Herrera, Córdoba-Central, Granada, Puertollano, Ciudad Real y Madrid-Puerta de Atocha. También hay un servicio de alta velocidad hasta Barcelona que realiza paradas en las estaciones de Zaragoza-Delicias, Lérida Pirineos, Campo de Tarragona y Barcelona-Sants.
En lo referente a las líneas de media distancia, Antequera está servida por las líneas A3, A4 y A5 de Media Distancia, que tienen como destino Sevilla-Santa Justa, Granada, Almería, Málaga-María Zambrano, Córdoba-Central y Algeciras. Estas líneas conectan además al municipio con otras localidades vecinas como Teba, Campillos, Loja, Álora, Osuna y Montilla.

### Red viaria
Antequera ocupa una posición central en el sistema viario de gran capacidad de Andalucía, ya que en su término municipal confluyen las principales vías que comunican Málaga con Córdoba y Granada con Sevilla, las cuatro mayores ciudades de la comunidad autónoma. La ciudad se encuentra a 45 km de Málaga y a 115 de Córdoba, ciudades con las que está comunicada por la autovía A-45, y a 160 de Sevilla y 102 de Granada, con las que está comunicada mediante la A-92, que sustituye a las antiguas N-342 y N-334 a su paso por Antequera.
Mediante estas autovías la ciudad se comunica además con los municipios vecinos de Mollina, Humilladero y Fuente de Piedra, en dirección noroeste; con Benamejí, en dirección norte; con Archidona, hacia el este; y con Casabermeja, en dirección sur. Otra vía de importancia es la A-384, la carretera que va de Arcos a Antequera, principal acceso de Antequera hacia el oeste, que pone en contacto a la ciudad con la provincia de Cádiz y con la carretera de Ronda a través de Campillos.
Las restantes vías de tráfico rodado son de menor capacidad y forman una malla irregular en el municipio que pone en contacto los distintos núcleos de población. Destaca entre ellas la A-343, que fluye en dirección sureste hacia el Valle del Guadalhorce y la sierra de las Nieves a través de Valle de Abdalajís y Álora.

### Autobuses urbanos
La red de autobuses Transporte Urbano de Antequera está compuesta por tres líneas, que realizan los siguientes recorridos:
- L1: La Verónica – Edificio Cadi Pol. Industrial – Farmacia Barrio de los Remedios - Hospital Comarcal.
- L2: La Verónica – Barriada de San Juan – Barriada La Quinta.
- L3: Estación de autobuses - Plaza Castilla- Estación de Antequera-Santa Ana.

### Autobuses interurbanos
Antequera no está integrada formalmente en el Consorcio de Transporte Metropolitano del Área de Málaga, aunque las siguientes líneas de autobuses interurbanos operan en su territorio:
| Línea | Trayecto                     | Recorrido y Horarios |
| ----- | ---------------------------- | -------------------- |
| M-253 | Málaga-Casabermeja-Antequera | Recorrido y Horarios |

## Administración y política

### Gobierno municipal
La administración política de la ciudad se realiza a través de un Ayuntamiento de gestión democrática cuyos componentes se eligen cada cuatro años por sufragio universal. El censo electoral está compuesto por todos los residentes empadronados en Antequera mayores de 18 años y nacionales de España y de los restantes Estados miembros de la Unión Europea. Según lo dispuesto en la Ley del Régimen Electoral General, que establece el número de concejales elegibles en función de la población del municipio, la corporación municipal de Antequera está formada por 21 concejales.
Desde la restauración de la democracia en España, salvo la primera legislatura, en la que gobernó un alcalde independiente, Antequera ha estado regida por el Partido Socialista Obrero Español de Andalucía hasta el 2011. En las elecciones municipales de 2007 el PSOE-A volvió a ganar, consiguiendo 10 concejales y el 39,66 % de los votos. El Partido Popular Andaluz (PP) obtuvo 7 concejales y el 29,18 %; Izquierda Unida Los Verdes-Convocatoria por Andalucía (IULV-CA) consiguió 3 concejales y el 15,01 %; y, por último, el Partido de los Anejos y Barriadas de Antequera (PABA) sacó 1 concejal y el 6,29 %.

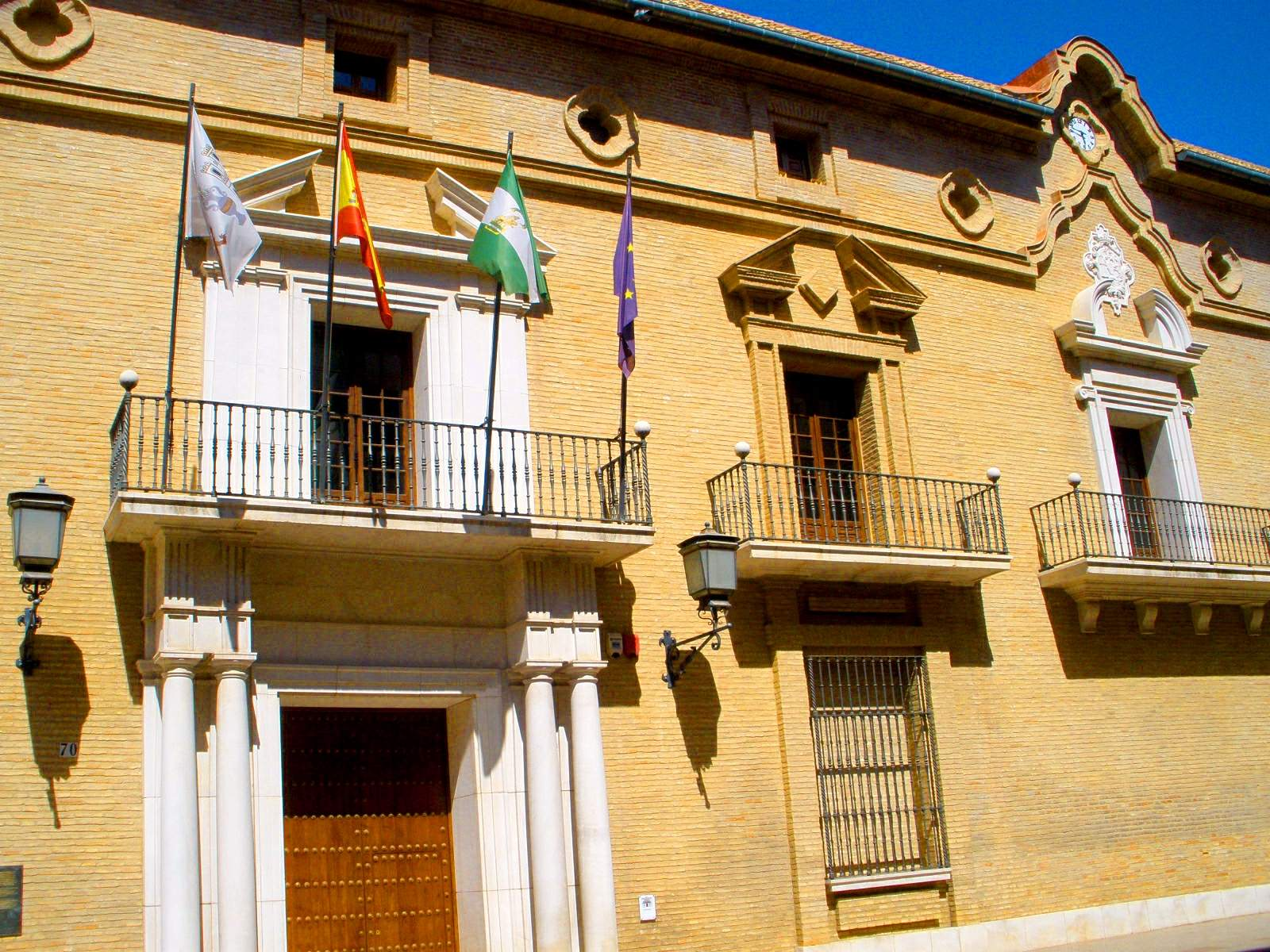
Ayuntamiento de Antequera

En las elecciones municipales de 2011, el Partido Popular Andaluz consiguió la mayoría absoluta, con 11 concejales y un 44,56 %, el Partido Socialista Andaluz (PSOE) logró 7 concejales y un 31,47 %, IULV-CA consiguió 3 concejales y el 15,46 %. Quedaron sin representación tanto el PABA como el Partido Andalucista. Así, Manuel Barón se convirtió en el primer alcalde del Partido Popular en Antequera desde la restauración de la democracia. En las elecciones municipales de 2015, Manuel Barón revalidaría su puesto al frente de la alcaldía de Antequera al conseguir de nuevo la mayoría absoluta, con 11 concejales; mientras que PSOE-A e IU obtendrían 8 y 2 concejalías respectivamente. Tras estos, sin llegar a obtener representación, también se presentaron los partidos políticos Antequera Sí Se Puede, PABA o UPyD.
| Periodo   | Nombre                    | Partido | Partido                                                 |
| --------- | ------------------------- | ------- | ------------------------------------------------------- |
| 1979-1983 | José Mª González Bermúdez |         | Independiente                                           |
| 1983-1987 | Pedro de Rojas Tapia      |         | Partido Socialista Obrero Español de Andalucía (PSOE-A) |
| 1987-1994 | Paulino Plata Cánovas     |         | Partido Socialista Obrero Español de Andalucía (PSOE-A) |
| 1994-2003 | Jesús Romero Benítez      |         | Partido Socialista Obrero Español de Andalucía (PSOE-A) |
| 2003-2011 | Ricardo Millán Gómez      |         | Partido Socialista Obrero Español de Andalucía (PSOE-A) |
| 2011-act. | Manuel Jesús Barón Ríos   |         | Partido Popular de Andalucía (PP)                       |

| Partido político                                        | 2023  | 2023   | 2023       | 2019  | 2019  | 2019       | 2015  | 2015  | 2015       | 2011  | 2011  | 2011       | 2007  | 2007  | 2007       |
| Partido político                                        | %     | Votos  | Concejales | %     | Votos | Concejales | %     | Votos | Concejales | %     | Votos | Concejales | %     | Votos | Concejales |
| Partido Popular de Andalucía (PP)                       | 59,46 | 11 438 | 14         | 46,92 | 9286  | 11         | 46,29 | 9031  | 11         | 44,56 | 9317  | 11         | 29,18 | 6047  | 7          |
| Partido Socialista Obrero Español de Andalucía (PSOE-A) | 28,76 | 5532   | 6          | 31,99 | 6331  | 7          | 34,53 | 6737  | 8          | 31,47 | 6581  | 7          | 39,66 | 8220  | 10         |
| Con Andalucía-Adelante-Izquierda Unida (IU)             | 6,39  | 1230   | 1          | 12,12 | 2399  | 2          | 9,50  | 1853  | 2          | 15,46 | 3233  | 3          | 15,01 | 3110  | 3          |
| Ciudadanos (CS)                                         | —     | —      | —          | 5,23  | 1036  | 1          | —     | —     | —          | —     | —     | —          | —     | —     | —          |
| Partido de los Anejos y Barriadas de Antequera (PABA)   | —     | —      | —          | 0,91  | 182   | 0          | 2,49  | 485   | 0          | 4,23  | 884   | 0          | 6,29  | 1304  | 1          |

### Justicia
Antequera es la cabeza del partido judicial número 1 de la provincia de Málaga, cuya demarcación comprende a su municipio y otros diez municipios vecinos, atendiendo a la población en tres juzgados de instrucción y primera instancia.

### Símbolos
Los símbolos oficiales de Antequera son su bandera, su escudo y su lema. Estos fueron oficialmente aprobados por la Junta de Andalucía el 1 de abril de 2008. El lema de la ciudad es «Por su amor» y además, tiene los títulos de «De Ciudad» y «Muy Noble y Leal». El escudo y la bandera se definen de la siguiente forma:

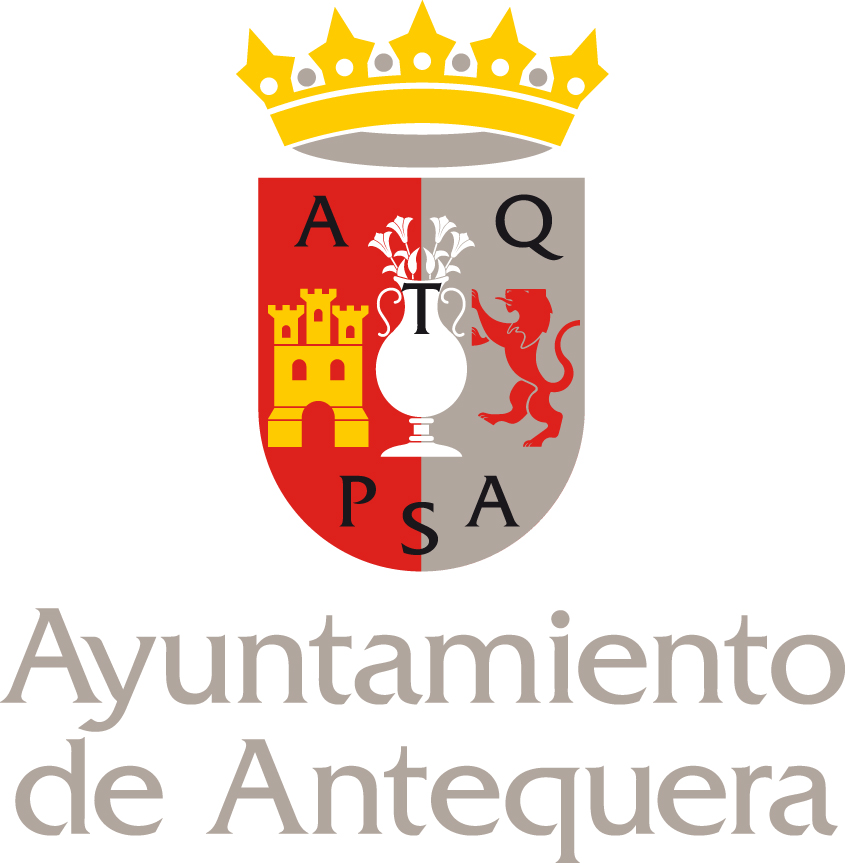
Escudo color Excmo. Ayuntamiento de Antequera

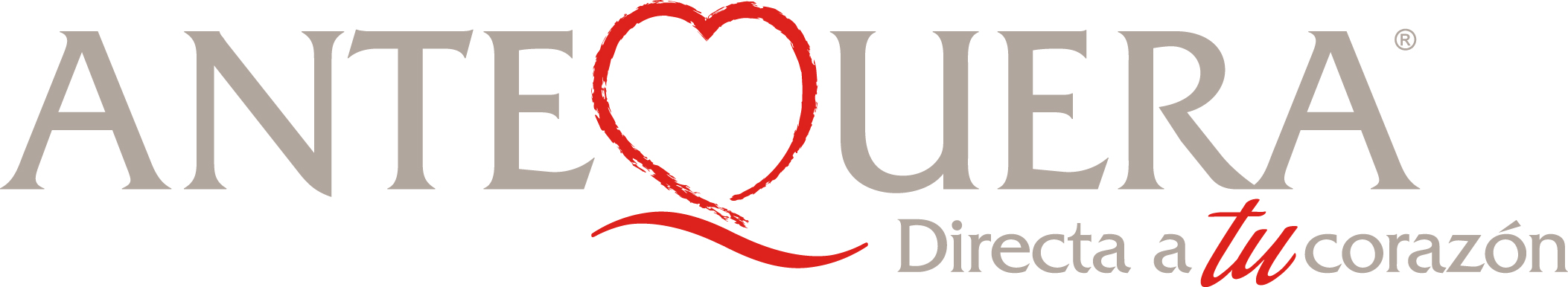
Marca Antequera

Escudo partido. En el primero, de gules, un castillo de oro, mazonado de sable y aclarado de azur. En el segundo, de plata un león rampante de gules, linguado y uñado de lo mismo. Sobre el todo, una jarra de azucenas en sus colores naturales y la letra «T» de sable en su garganta; en jefe las letras «A» y «Q» en sus cantones diestro y siniestro; y en punta las letras «P S A» en sus cantones diestro, central y siniestro, todas de sable. Al timbre, corona de Infante, que es un círculo de oro, engastado de piedras preciosas, compuesto de ocho florones de hojas de acanto, visibles cinco, interpoladas de perlas.

Paño blanco, a la proporción de 3:4, en una de las caras de la misma, un Castillo de tres torres almenadas de oro, mazonado de sable y aclarado de azur y un León rampante sin corona de gules, linguado y uñado de lo mismo y entre uno y otro bordada en plata una jarra de cuerpo esferoidal, pie facetado y grande, a proporción, de torneado cuello cilíndrico, que se abre como un cáliz para formar la boca, circular también, y dos asas simétricas semejantes a contrapuestas, las cuales van de la boca a la parte superior del cuerpo, graciosamente movidas y en los extremos enroscadas. Siete varas de azucenas, ordenadamente repartidas y apiramidadas, surgen en grupo de la boca de esta jarra, y el lema POR SU AMOR en minúsculas alemanas perfiladas de oro, en el cuerpo o panza de la jarra.

### Medios de comunicación
Además de diversas emisoras de radio, la municipal se denomina Radio Torcal (107,7 FM), el municipio cuenta con una emisora de televisión: Teleantequera, que emite actualmente bajo la denominación de Antaquira TV (Canal 31 TDT). La prensa escrita está representada por La Crónica; Viva Centro de Andalucía, el único semanario comarcal y gratuito que se edita el lunes; Las 4 Esquinas, revista mensual; y El Sol de Antequera, periódico semanal de temática generalista fundado en 1918.

## Monumentos y lugares de interés
Antequera alberga un patrimonio arquitectónico compuesto por más de medio centenar de edificios religiosos y civiles, así como numerosos yacimientos arqueológicos.

### Arquitectura religiosa

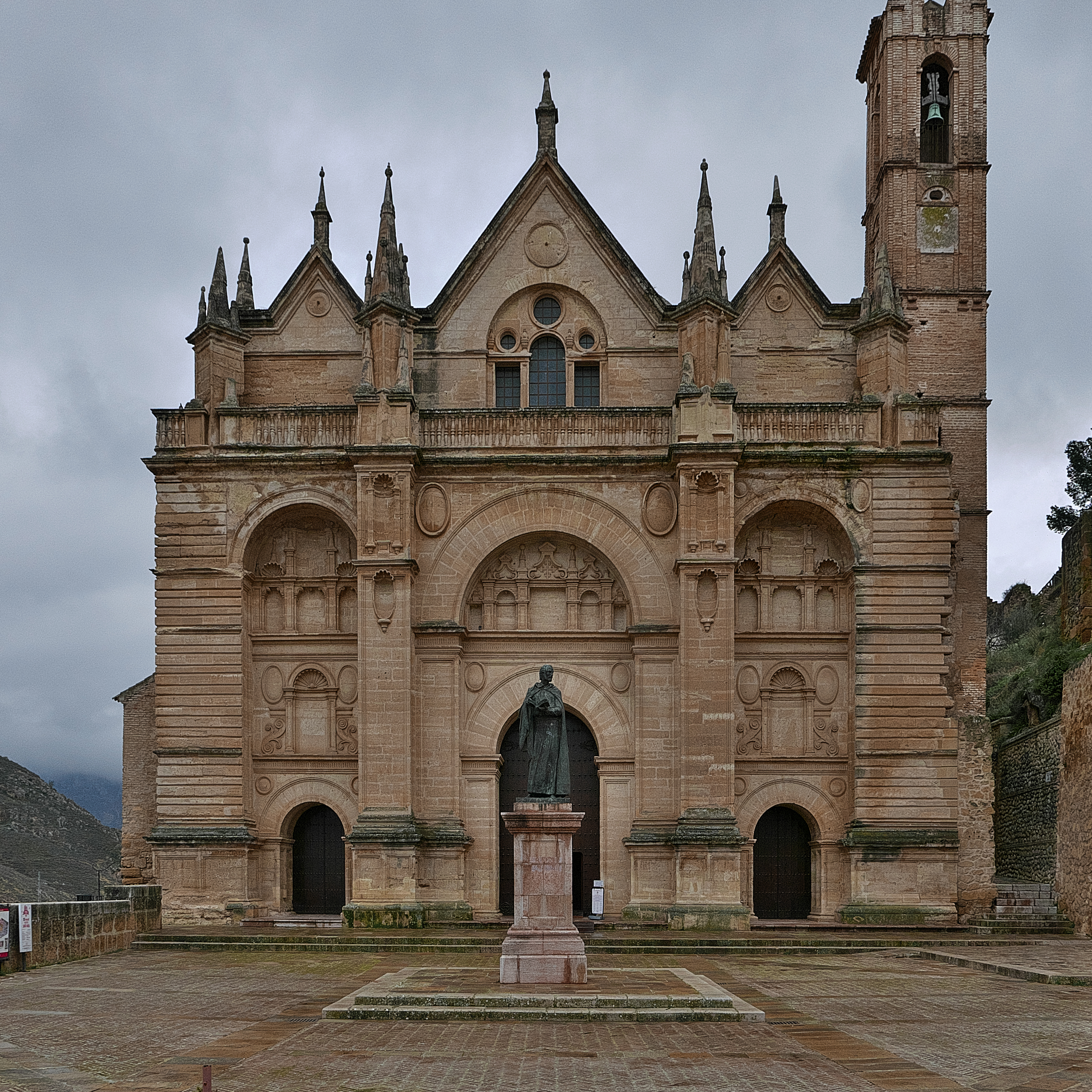
Real Colegiata de Santa María la Mayor

Declarada Monumento Nacional, la Real Colegiata de Santa María La Mayor es una obra de transición entre el gótico tardío y el Renacimiento. Fue construida entre 1514 y 1550 y tiene el honor de ser el primer templo que se concibió dentro del estilo renacentista en Andalucía. Destacan sus columnas jónicas y su artesonado mudéjar así como la bóveda gótico-mudéjar del Altar Mayor. La fachada de sillería fue construida con piedras procedentes de los restos de Singilia Barba. La otra real colegiata de Antequera, la Real Colegiata de San Sebastián, fue construida a partir de 1548 por el arquitecto Diego de Vergara, aunque posteriormente sufrió varias alteraciones por lo que en la actualidad presenta una mezcla de estilos; renacentista y plateresco en la fachada, barroco en la torre campanario y neoclásico en partes del interior.

#### Iglesias

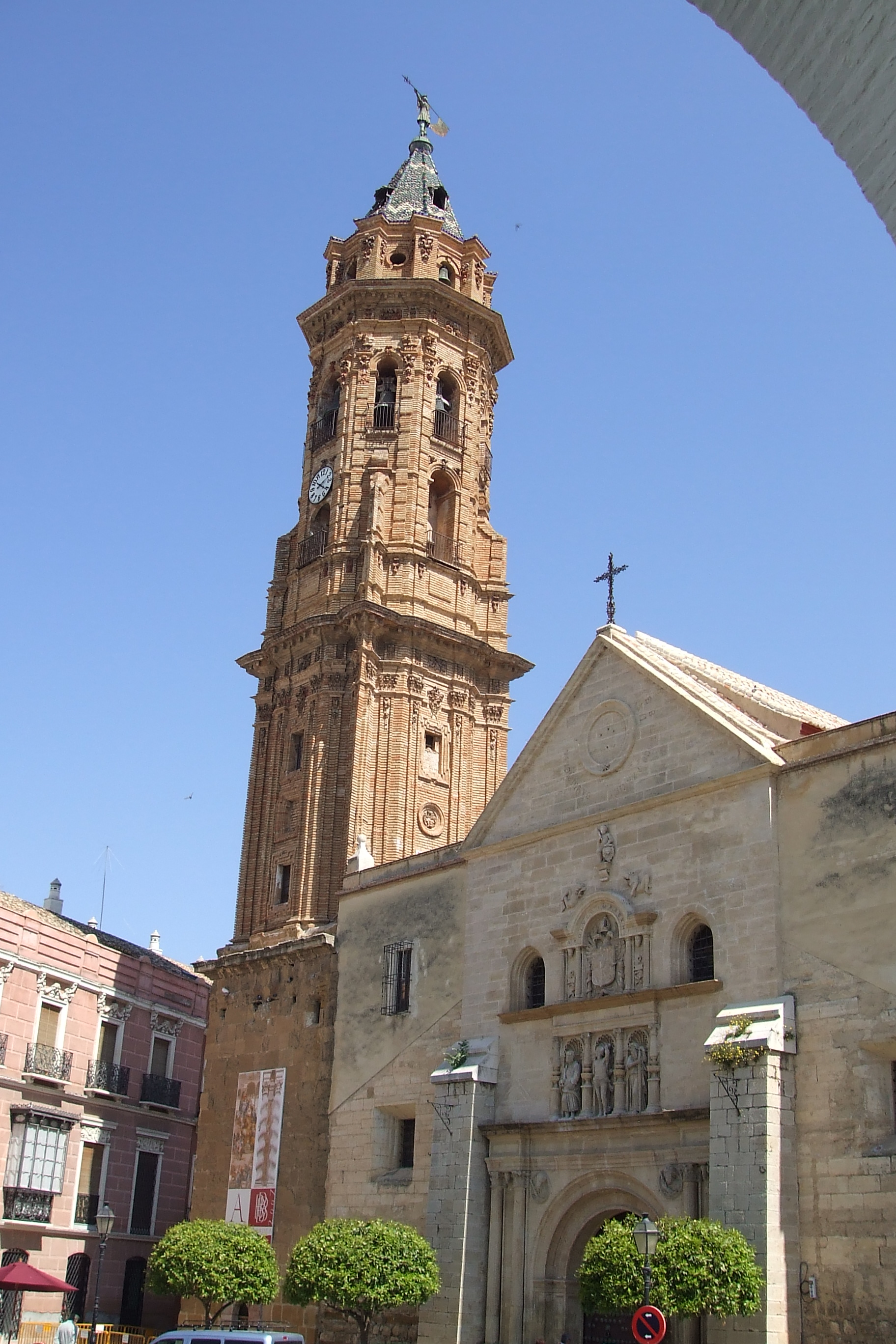
Real Colegiata de San Sebastián.

Del siglo XVI destaca el conjunto de iglesias columnarias renacentistas formado por las iglesias de San Pedro, Santa María de Jesús y San Juan Bautista. La primera presenta bóvedas de crucería góticas, posibles restos del templo original iniciado en 1522. El siglo siguiente sufrió algunas obras de remodelación, dirigidas por el arquitecto de la Catedral de Málaga Pedro Díaz de Palacios. La de Santa María de Jesús es una reconstrucción, ya que la iglesia original fue destruida durante la invasión francesa. Tiene planta hexagonal y una profusa decoración. La iglesia de San Juan Bautista fue terminada en 1584. La fachada es austera, pero su interior está considerado como una de las joyas del barroco andaluz.

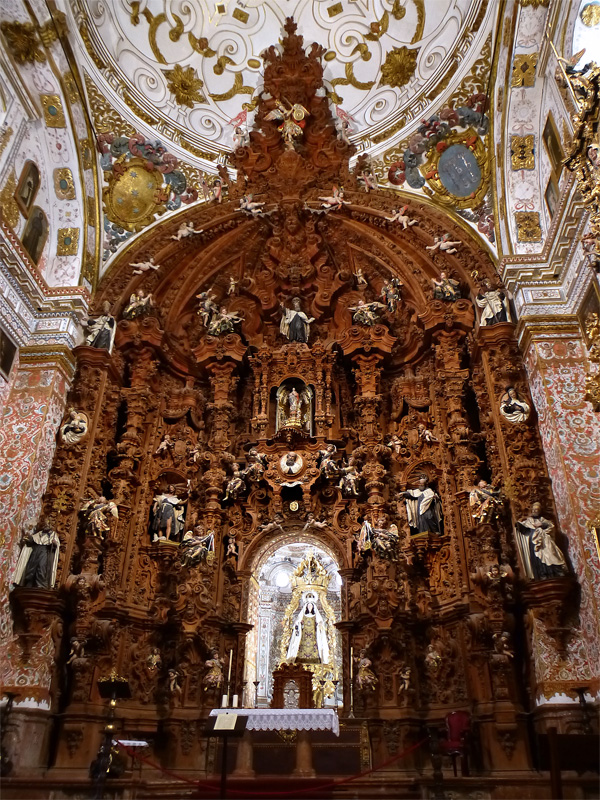
Interior de la Iglesia del Carmen.

También fueron construidas en el siglo XVI la iglesia de Santiago y la iglesia del Carmen. La de Santiago en sus inicios fue una ermita, comenzada en 1519. Tiene una sola nave cubierta con bóveda. La del Carmen está situada en un escarpe, junto al río de la Villa. Formó parte de un antiguo convento hoy desaparecido y está declarada Monumento Nacional. Se construyó entre 1583 y 1633 en estilo manierista-barroco. Son notables los tres grandes retablos de la capilla mayor, datados en el siglo XVIII.
Del siglo XVII destacan dos templos: la iglesia de Nuestra Señora de Loreto y la iglesia de Los Capuchinos. La primera comenzó a ser construida en 1693 y destaca por su monumental fachada barroca. La de los Capuchinos fue consagrada en 1658 y tiene planta de cruz latina. Del siglo XVIII data la iglesia de San Miguel, construida según los diseños del alarife Nicolás Mejías, de cuya obra solo se conserva la capilla mayor, el camarín de esta y la espadaña. El resto de la iglesia es una reconstrucción del siglo XX, aunque se intentó reproducir el diseño original.

#### Ermitas y capillas

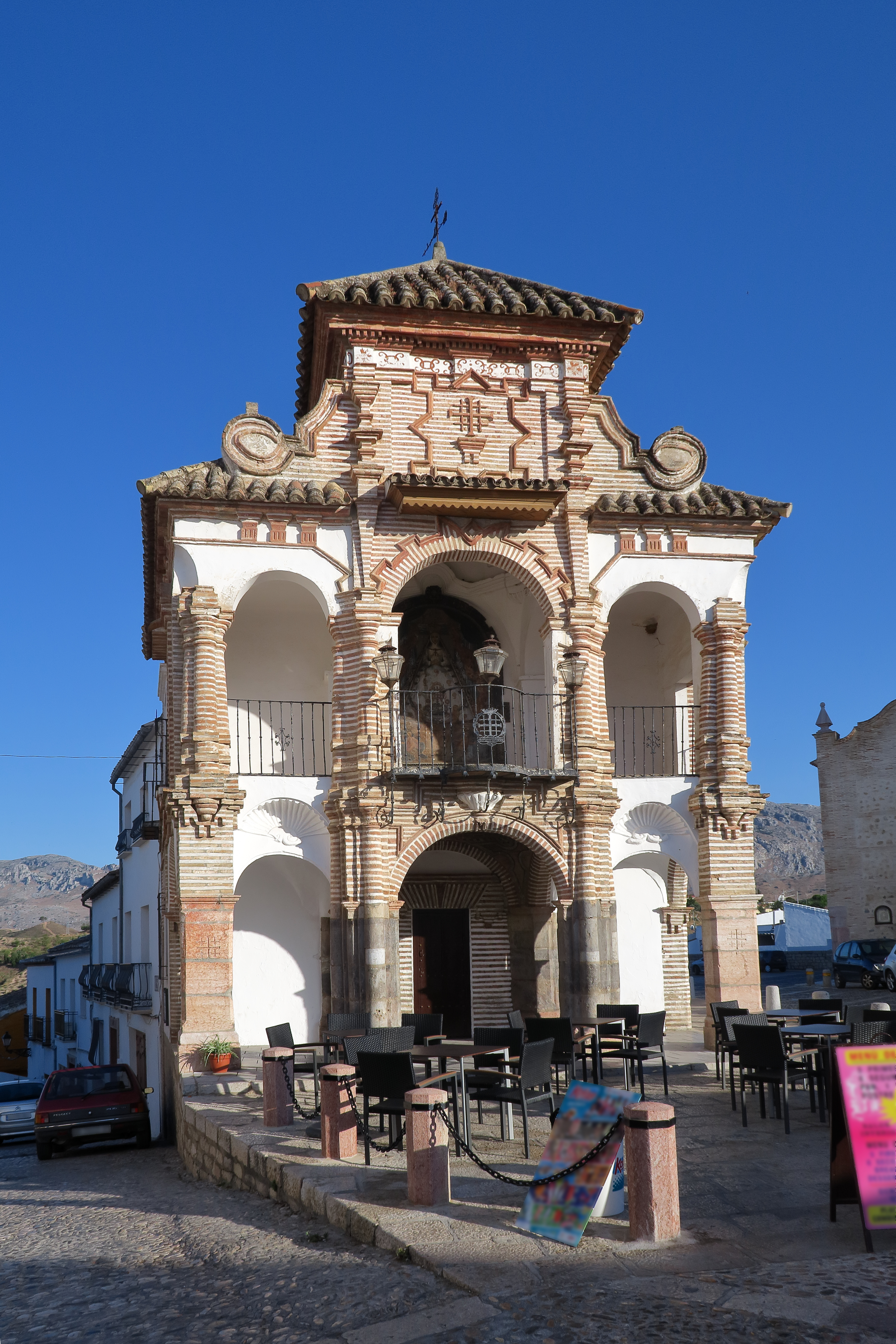
Capilla de la Virgen del Socorro

La Capilla Tribuna Virgen del Socorro es también llamada Capilla del Portichuelo, por estar situada en la plaza del mismo nombre. Esta plaza á considerada como uno de los conjuntos más interesantes del urbanismo castizo andaluz. La capilla fue levantada en 1715 y se compone de dos plantas de galerías abiertas con arcos de medio punto y tres fachadas. Por su parte, la Capilla Tribuna de la Cruz Blanca data de 1774 y es atribuida al alarife Martín de Bogas. Su estilo es barroco tardío. Por otro lado, la ermita de la Veracruz corona una de las partes más altas de la ciudad. Es de estilo renacentista con algunos elementos manieristas y yeserías barrocas.

#### Conventos
Los conventos de interés son numerosos. El actual convento de Madre de Dios de Monteagudo fue levantado entre los años 1747 y 1761 sobre un antiguo convento derruido a causa de un incendio. El proyecto corresponde al alarife Cristóbal García, quien consiguió dotar al interior de una sensación de movimiento conjugando superficies cóncavas con bóvedas en casquetes y otros elementos. Su torre está considerada como uno de los ejemplos más bellos del barroco andaluz. El convento de Belén data de principios del siglo XVII y presenta planta de cruz latina, fachada austera de piedra y ladrillo y una cúpula decorada con coloridas yeserías barrocas. El convento de la Victoria, por el contrario, tiene planta octogonal y está inspirado en los modelos del barroco italiano. La fachada de sillería presenta un balcón central que aporta un aspecto civil al edificio. El convento de la Encarnación, datado en 1580, es de estilo manierista-mudéjar y repite el modelo de iglesia morisca granadina, con una sola nave cubierta con artesonados.

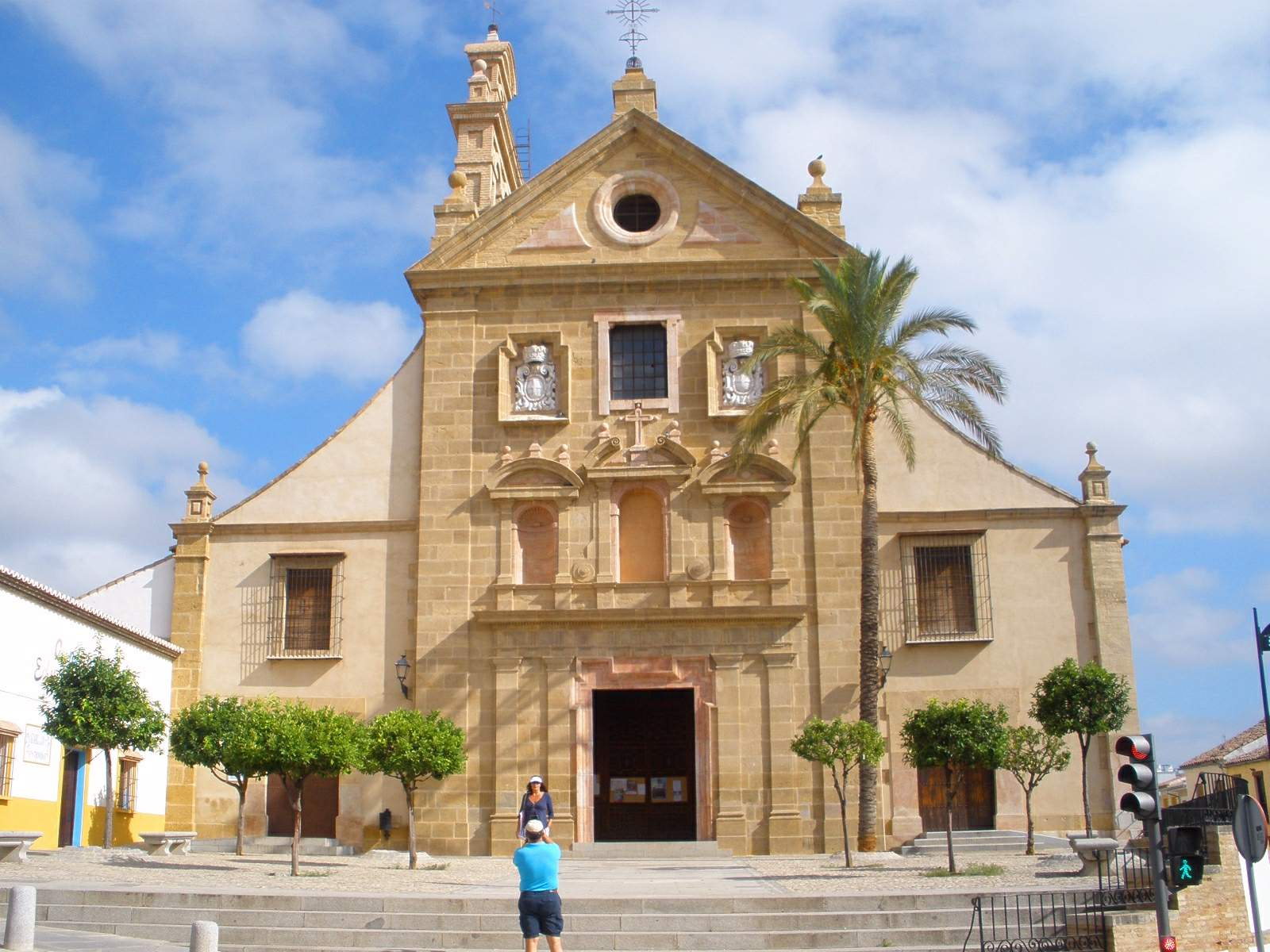
Convento de la Santísima Trinidad

El convento de San Agustín es uno de los más antiguos, construido entre los años 1550 y 1566, según el proyecto de Diego de Vergara. La torre de la iglesia presenta un aspecto peculiar al estar situada entre contrafuertes. El estilo predominante es el del manierismo, al que corresponden la capilla, la fachada y la bóveda. El convento de la Trinidad data de 1672-1683 y presenta un estilo barroco muy clasicista. El proyecto se debe a un fraile de la orden de los Trinitarios Descalzos, fray Pedro del Espíritu Santo. También del siglo XVII datan el Convento de los Remedios, el convento de Santo Domingo, del que destaca la armadura mudéjar de la nave central y el convento de la Magdalena que data de 1691, de la orden de los franciscanos descalzos.

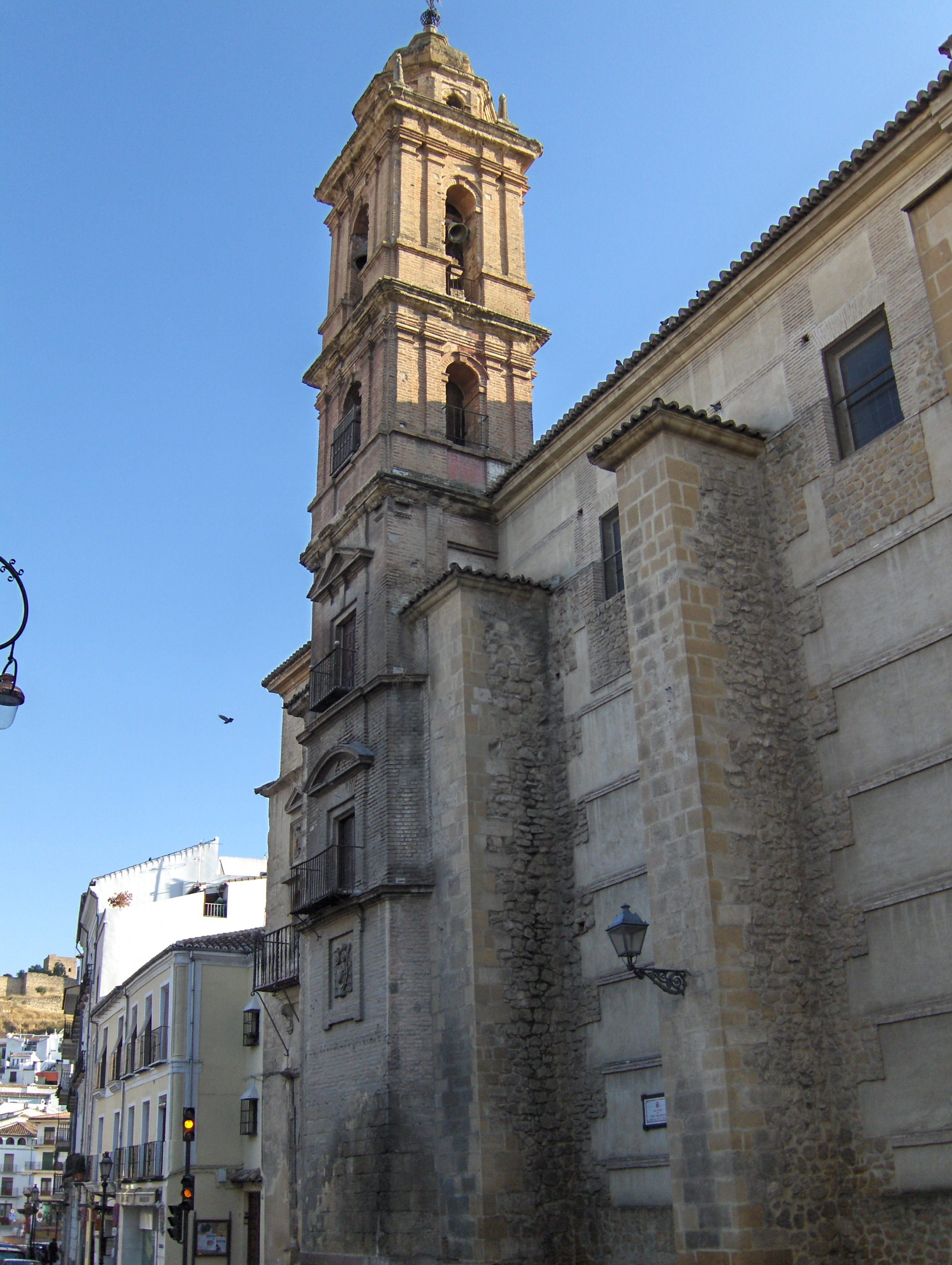
Iglesia del Convento de San Agustín.

Al siglo XVIII pertenecen otros tres conventos. El convento de San José fue construido entre 1707 y 1734 y está considerado como una de las representaciones más genuinas del barroco antequerano. Tiene una portada de dos cuerpos, de ladrillo tallado y barro cocido, atribuida a Tomás de Melgarejo. El alarife Andrés Burgueño es el autor de la iglesia del convento de las Catalinas. Presenta una sola nave cubierta con bóveda de cañón, muy repetida tanto en España como en América, con capilla mayor y coro a los pies. El interior, muy recargado en decoración, contrasta con la sencillez del exterior. Por su parte, el Convento de Santa Eufemia tiene una planta mixtilínea. Su iglesia se levantó entre los años 1739 y 1763 de acuerdo con los planos del maestro Cristóbal García. Presenta reminiscencias de la arquitectura nazarí y aire neoclásico en la fachada.
Por último cabe destacar el Real Monasterio de San Zoilo, fundado por los Reyes Católicos en 1500. Es un convento de estilo gótico y también está declarado Monumento Nacional. De la obra original se conservan algunas bóvedas y la portada de la iglesia. En el interior destaca la armadura mudéjar de la nave central y las yeserías manieristas de la bóveda de crucería.

### Arquitectura civil

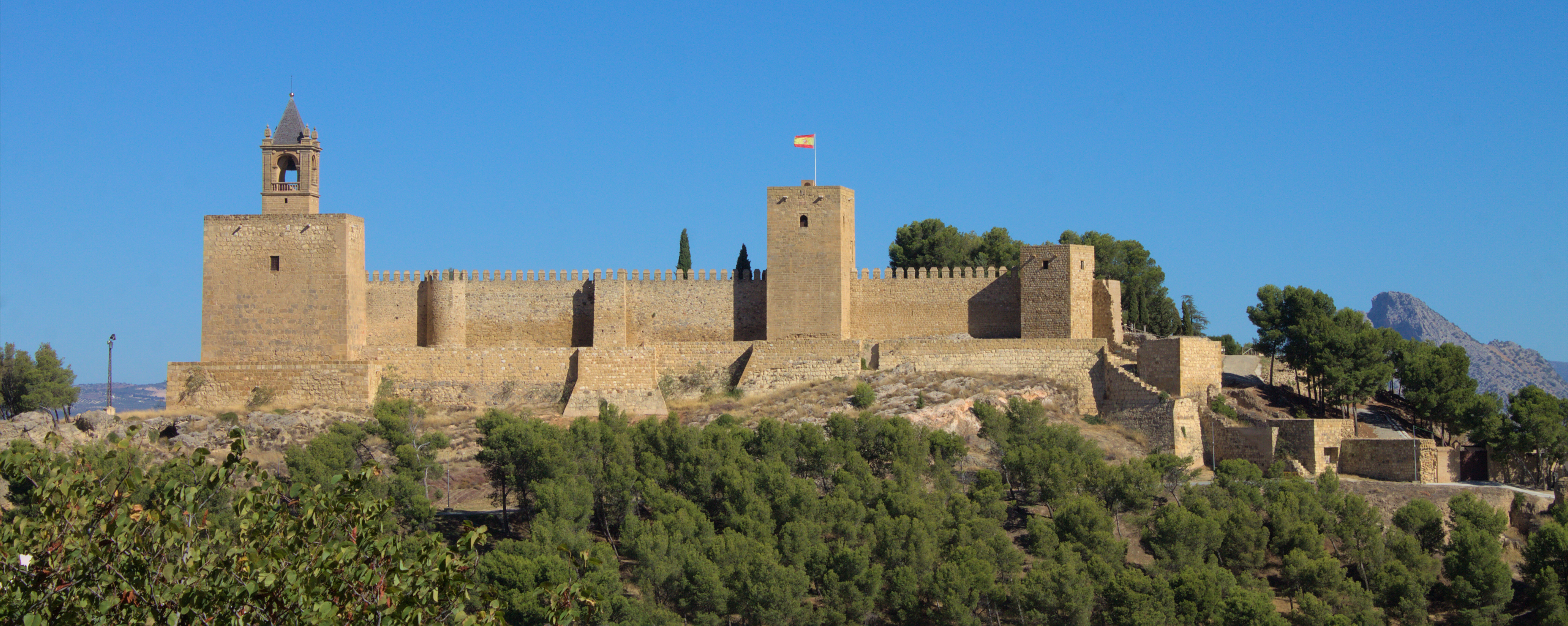
Alcazaba de Antequera.

La alcazaba de Antequera es el conjunto más destacado de la antigua medina islámica. Ocupa el cerro y tiene planta rectangular y dos torres, de las cuales la mayor es la del Homenaje. Otros edificios civiles notorios son: el Pósito, antiguo almacén de trigo del siglo XVII; el Hospital de San Juan de Dios, construido en la segunda mitad del siglo XVIII; y el Palacio Consistorial, antiguo convento convertido en la sede del ayuntamiento.

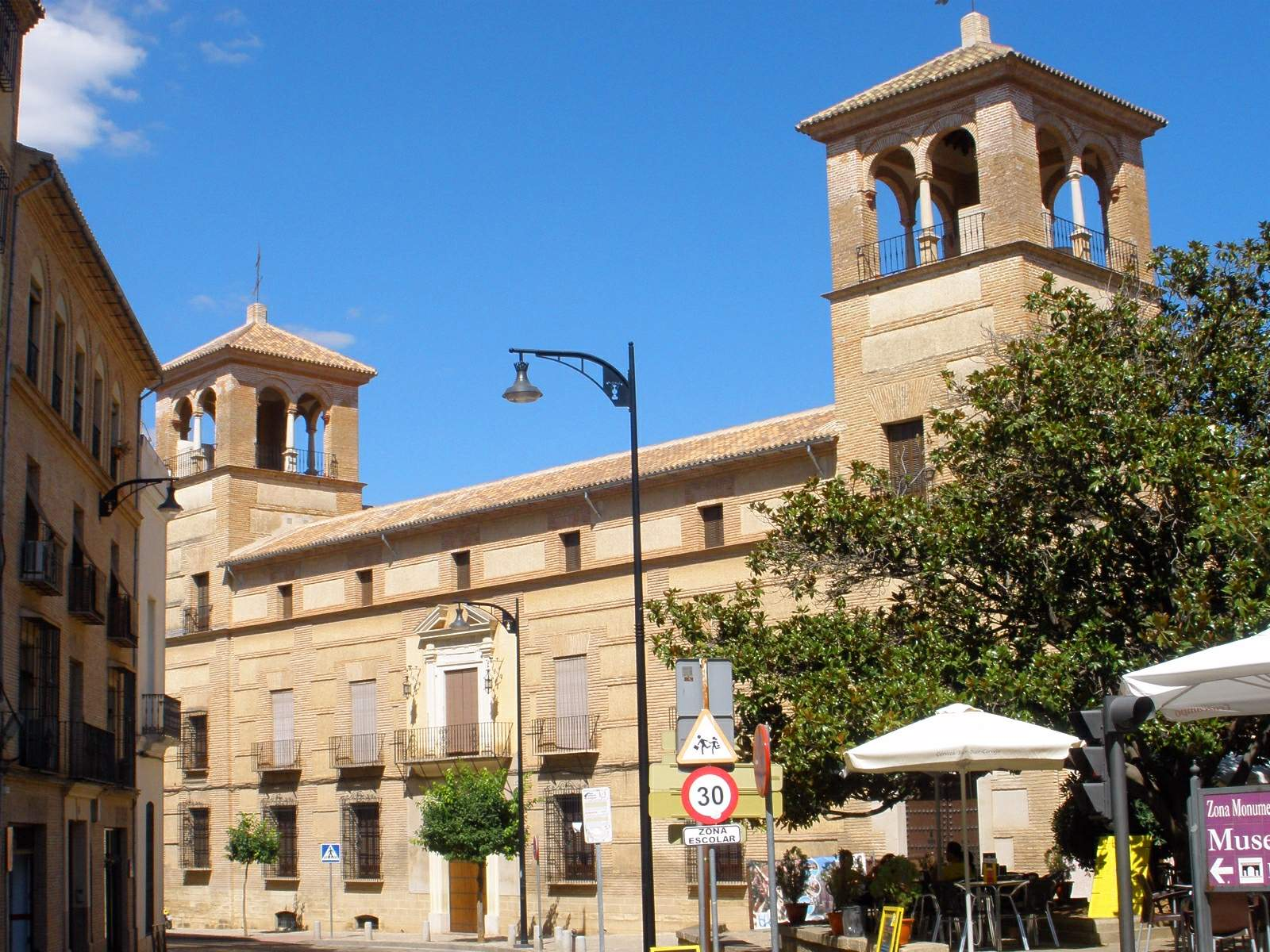
Palacio de los Marqueses de la Peña de los Enamorados

Del siglo XX destacan dos edificios construidos durante la Segunda República: el Teatro-cine Torcal (1933-34), ejemplo de arquitectura racionalista y estética art déco, del arquitecto Antonio Sánchez Esteve; y la ecléctica Caja de Ahorros de Antequera (1932), proyecto del arquitecto Daniel Rubio.
Mención aparte merecen los numerosos ejemplos de arquitectura residencial palaciega que se conservan en la ciudad, de los que pueden citarse: el Palacio de los Marqueses de la Peña de los Enamorados, del siglo XVI; el Palacio del Marqués de las Escalonias y la Casa de los Pardo, del siglo XVII; el Palacio del Marqués de Villadarias, el Palacio de Nájera, la Casa de los Colarte, la Casa del Conde de Pinofiel y la Casa del Barón de Sabasona, todos del siglo XVIII; la Casa del Conde de Colchado; la Casa de los Ramírez; la Casa Bouderé, del arquitecto Daniel Rubio; y la Casa de los Serrailler, de Aníbal González.

#### Puertas monumentales

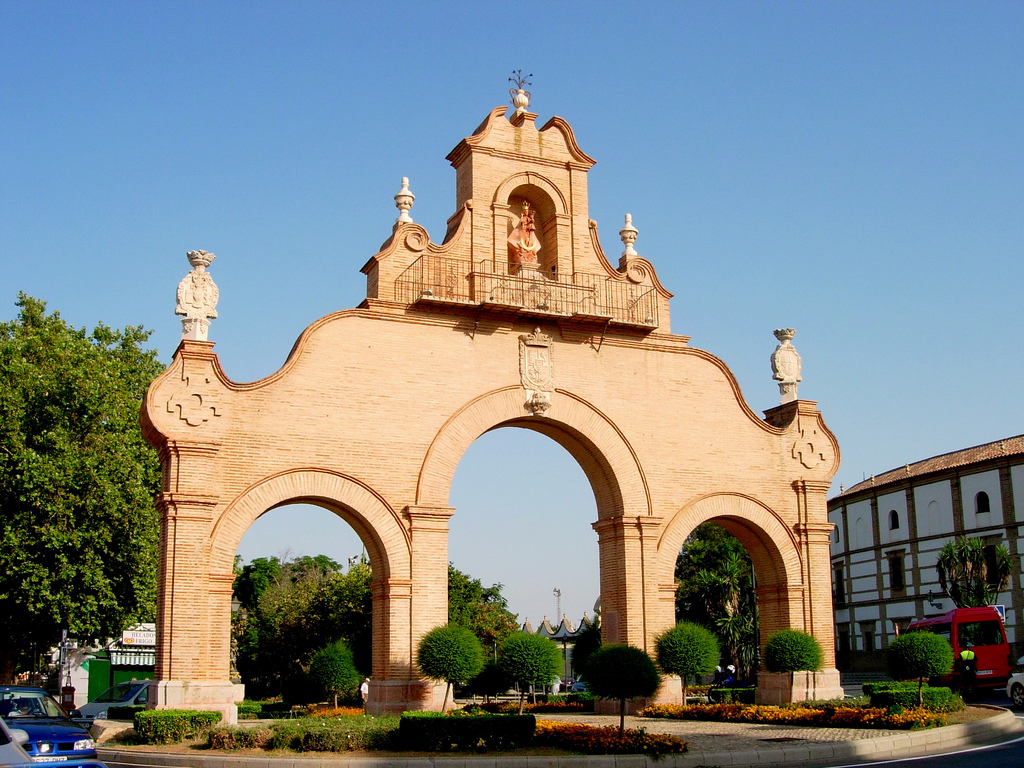
Puerta de Estepa.

- Arco de los Gigantes: es una construcción realizada por iniciativa municipal en 1585 dentro de los planteamientos del humanismo, al objeto de sustituir un acceso en recodo de la cerca musulmana queriendo evocar con su gran arco de medio punto los arcos de triunfo del mundo clásico. Sobre el muro se sitúan inscripciones latinas relativas tanto a la propia Anticaria como a otras ciudades romanas que existieron en sus inmediaciones (Singilia Barba, Nescania, Osqua, etc.) y cuatro grandes lápidas en las que se desarrolla una dedicatoria al rey Felipe II.[63]
- Puerta de Málaga: situada en la muralla de la alcazaba, se trata de un pasadizo en recodo. Presenta un arco de herradura hecho en ladrillo de origen nazarí.[64]
- Puerta de Estepa: destruida en 1931 y reconstruida en 1998, es una construcción de ladrillo y piedra caliza roja de El Torcal. Presenta tres arcos de medio punto y una imagen en terracota de la Virgen del Rosario del escultor antequerano Eloy García, que sustituye a la que en su día realizara el imaginero Andrés de Carvajal y Campos.[65]
- Puerta de Granada: es una obra del maestro alarife Martín de Bogas, construida en 1748, aunque ha sufrido diversas modificaciones posteriores. Se compone de un arco de medio punto y una hornacina superior que alberga una imagen de la virgen.[66]

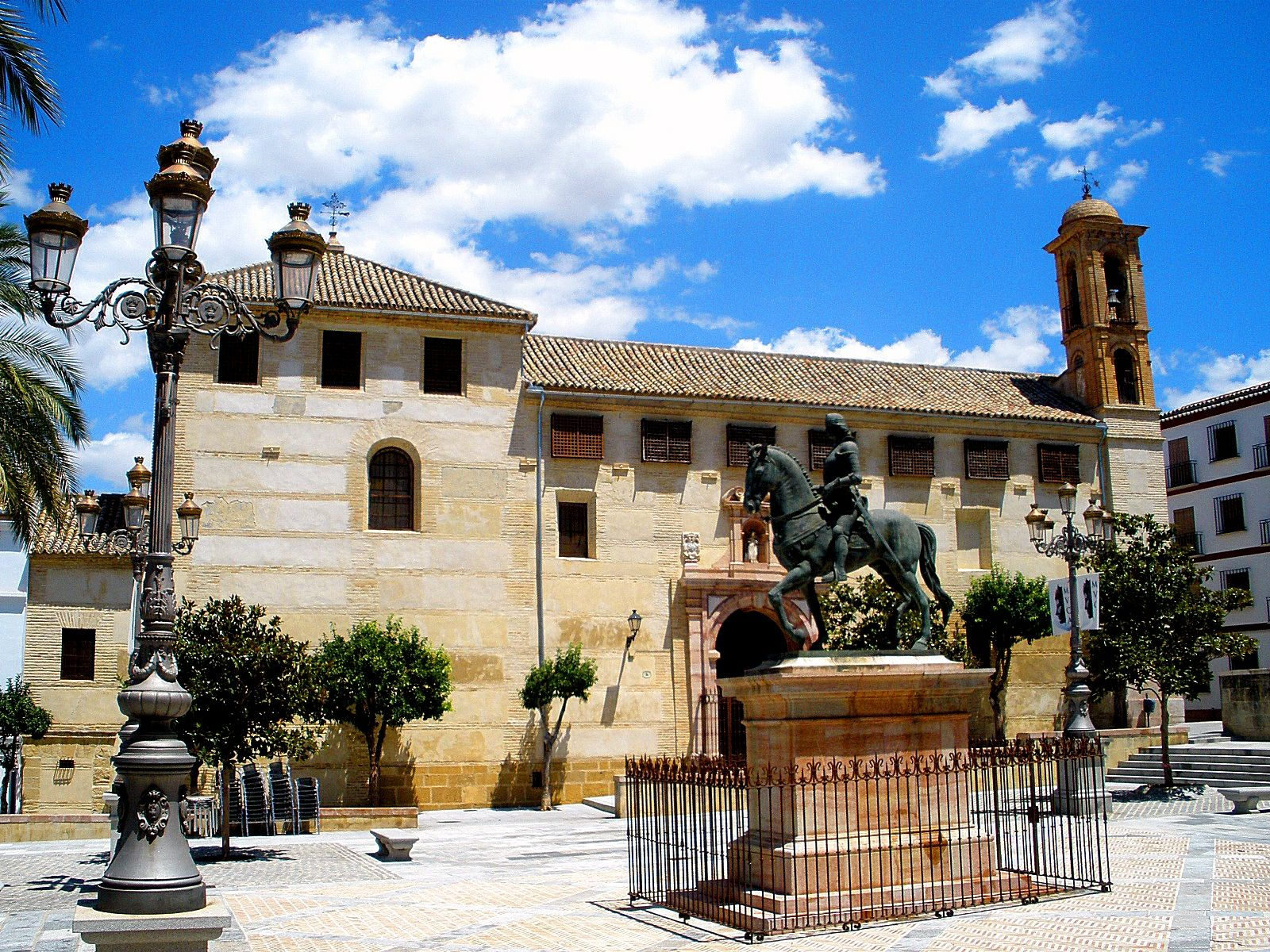
Monumento al rey Fernando I de Aragón en la Plaza del Coso Viejo.

### Arqueología

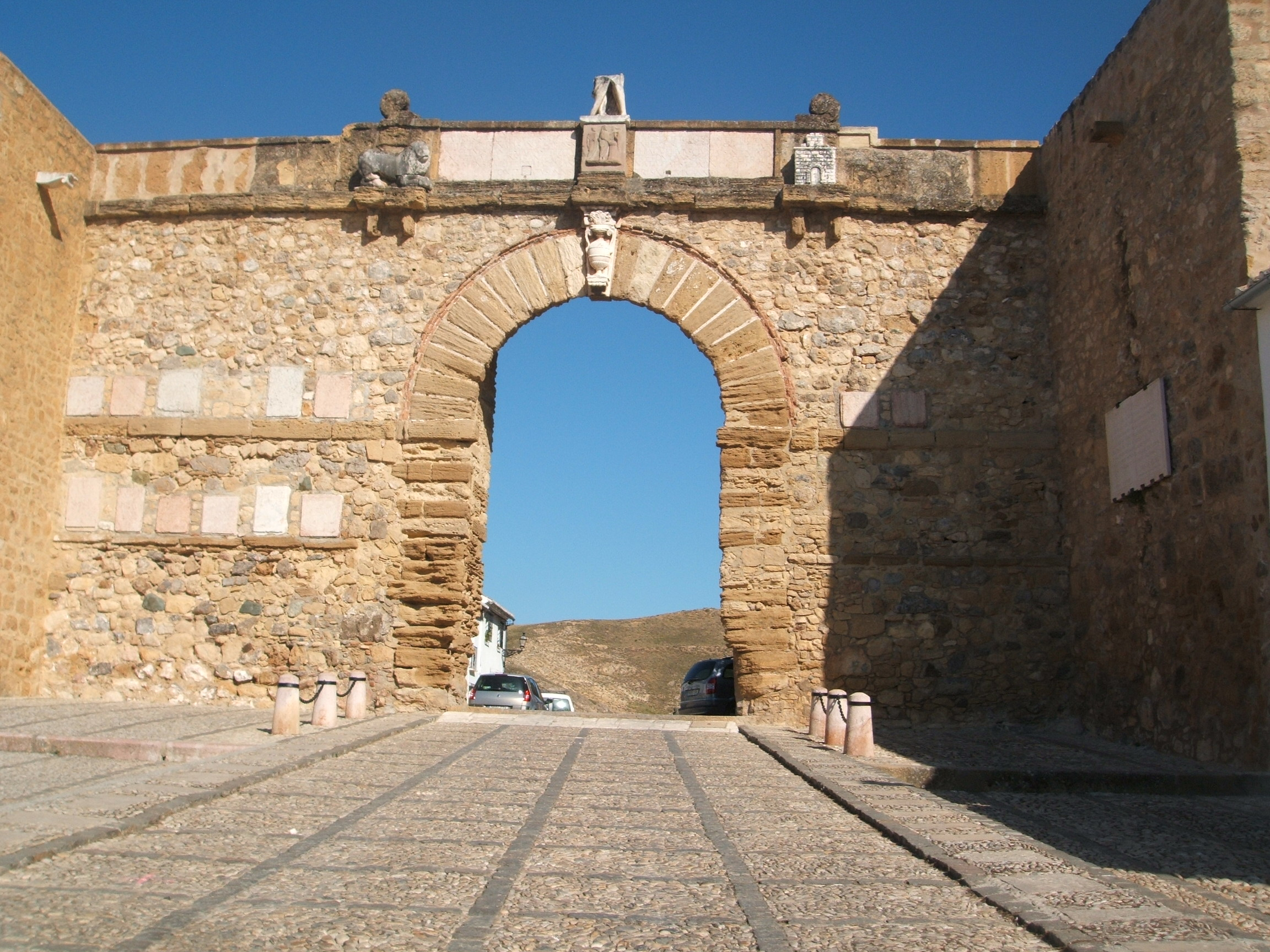
El Arco de los Gigantes contiene inscripciones latinas procedentes de los yacimientos de Singilia Barba y otros asentamientos romanos.

## Cultura

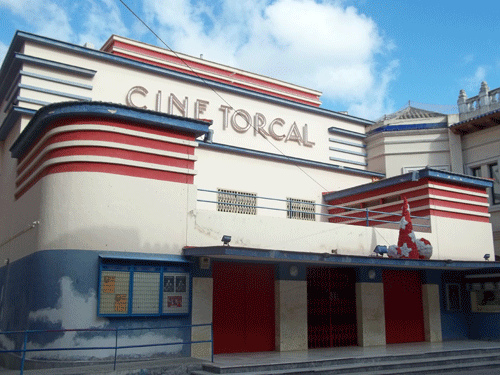
Teatro-cine Torcal.

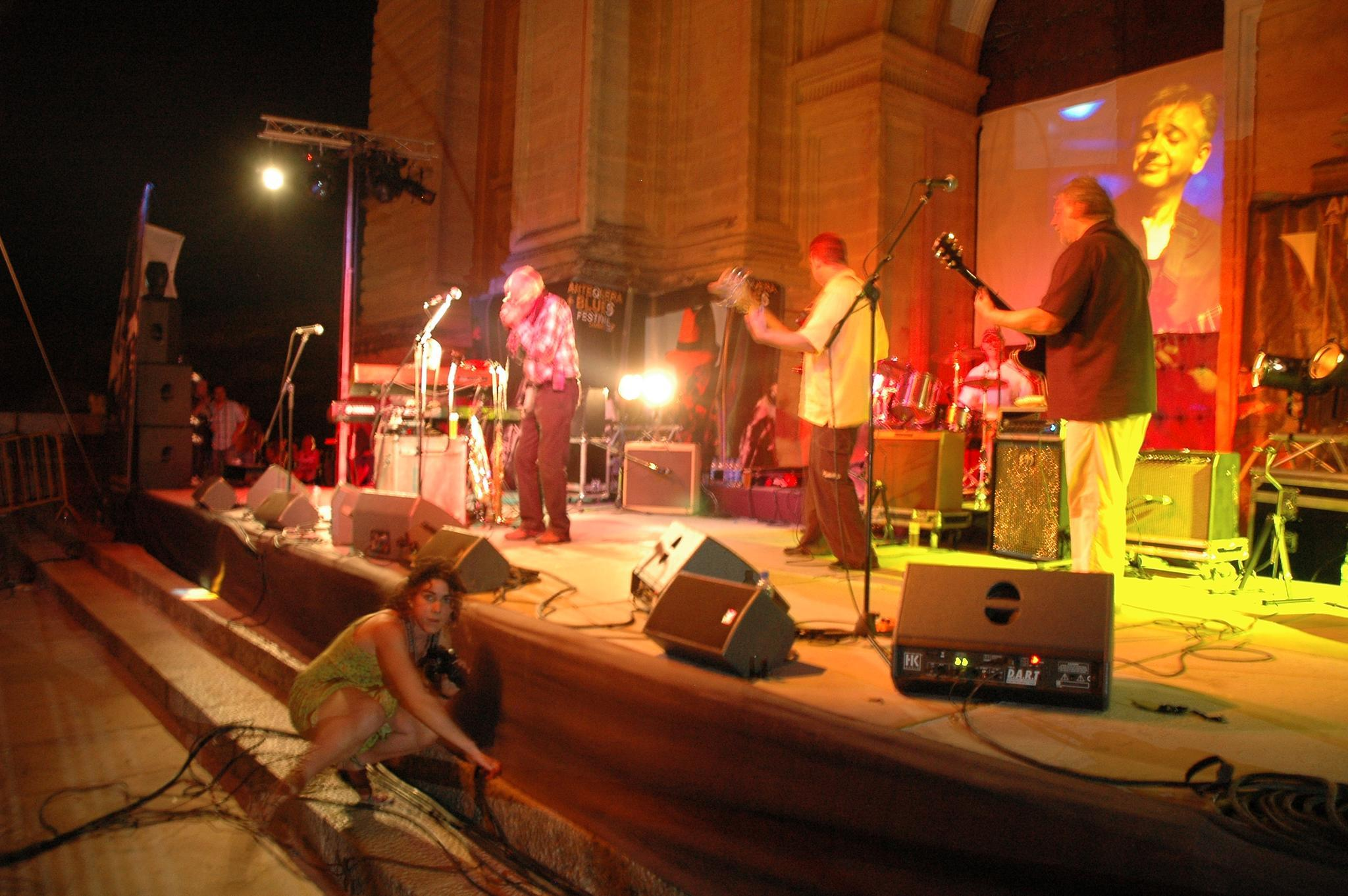
Edición 2007 del Antequera Blues Festival.

### Equipamiento cultural

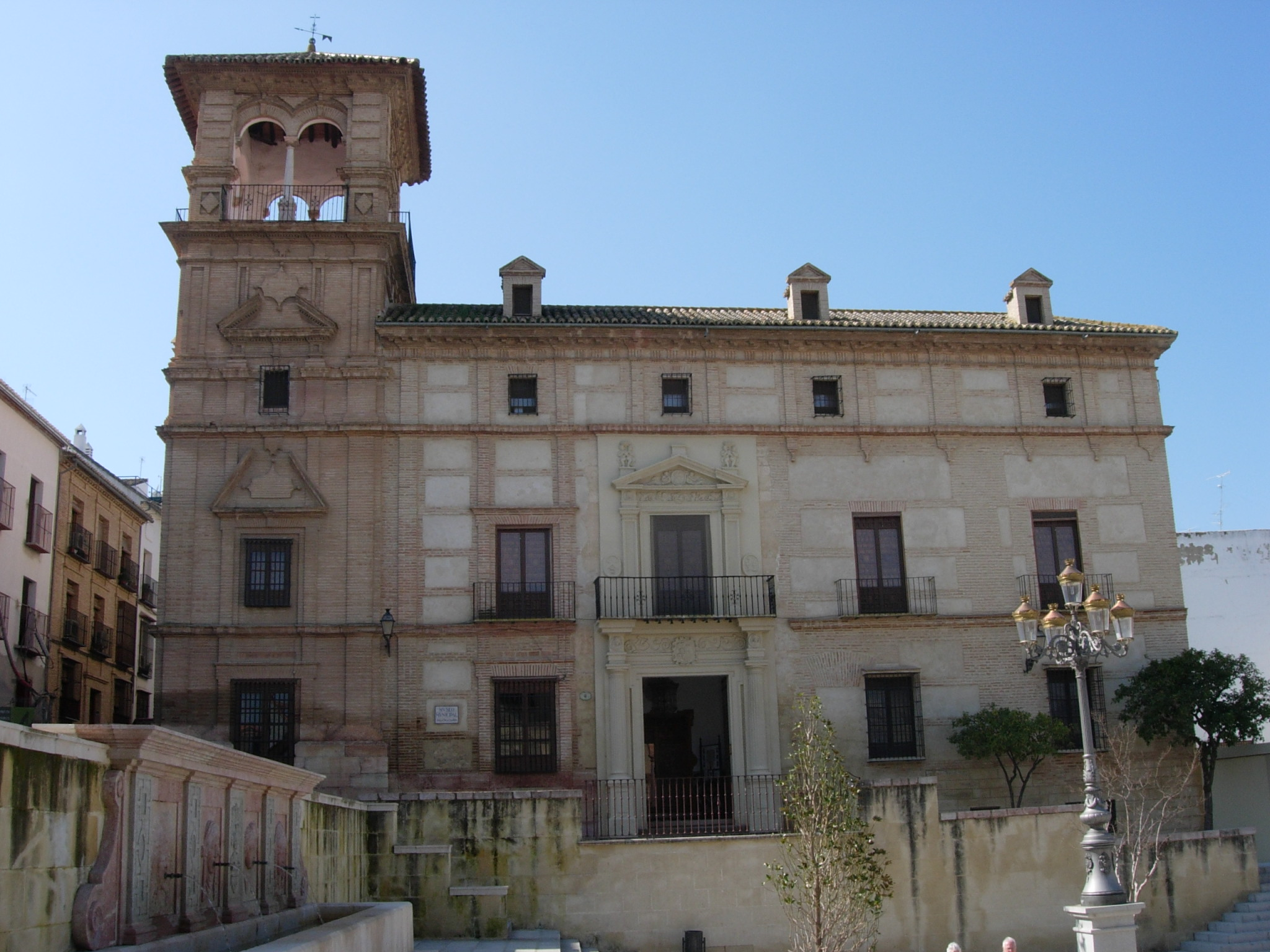
El Palacio de Nájera, sede del Museo de la Ciudad de Antequera

### Fiestas populares

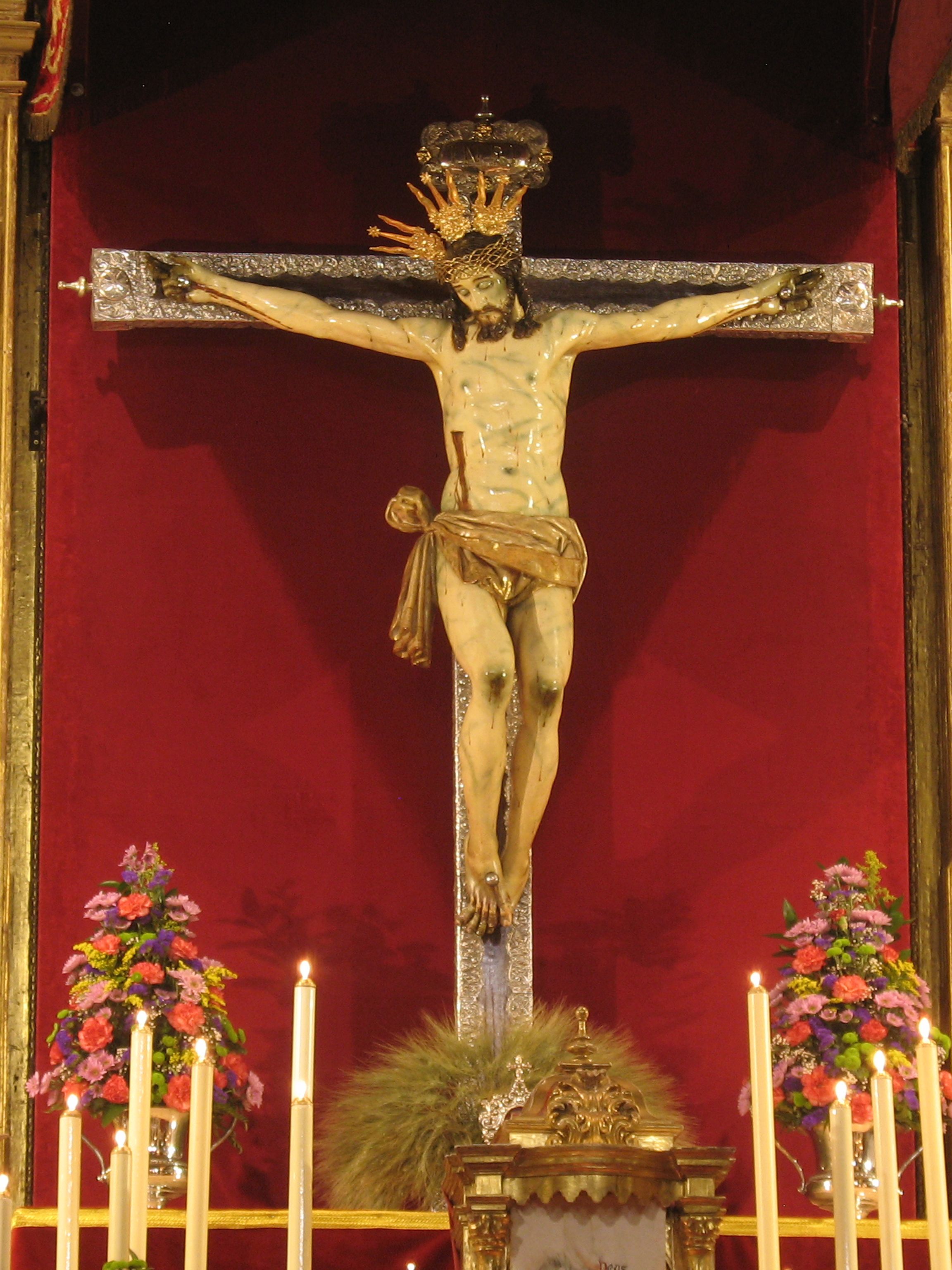
Cristo de la Salud y de las Aguas.

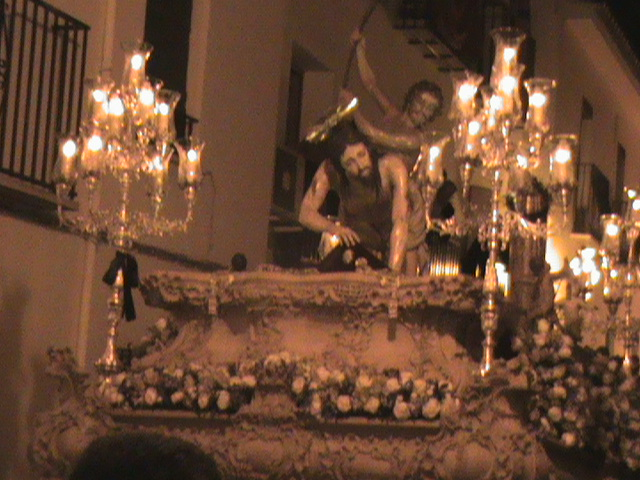
Procesión del Cristo del Mayor Dolor.

### Gastronomía

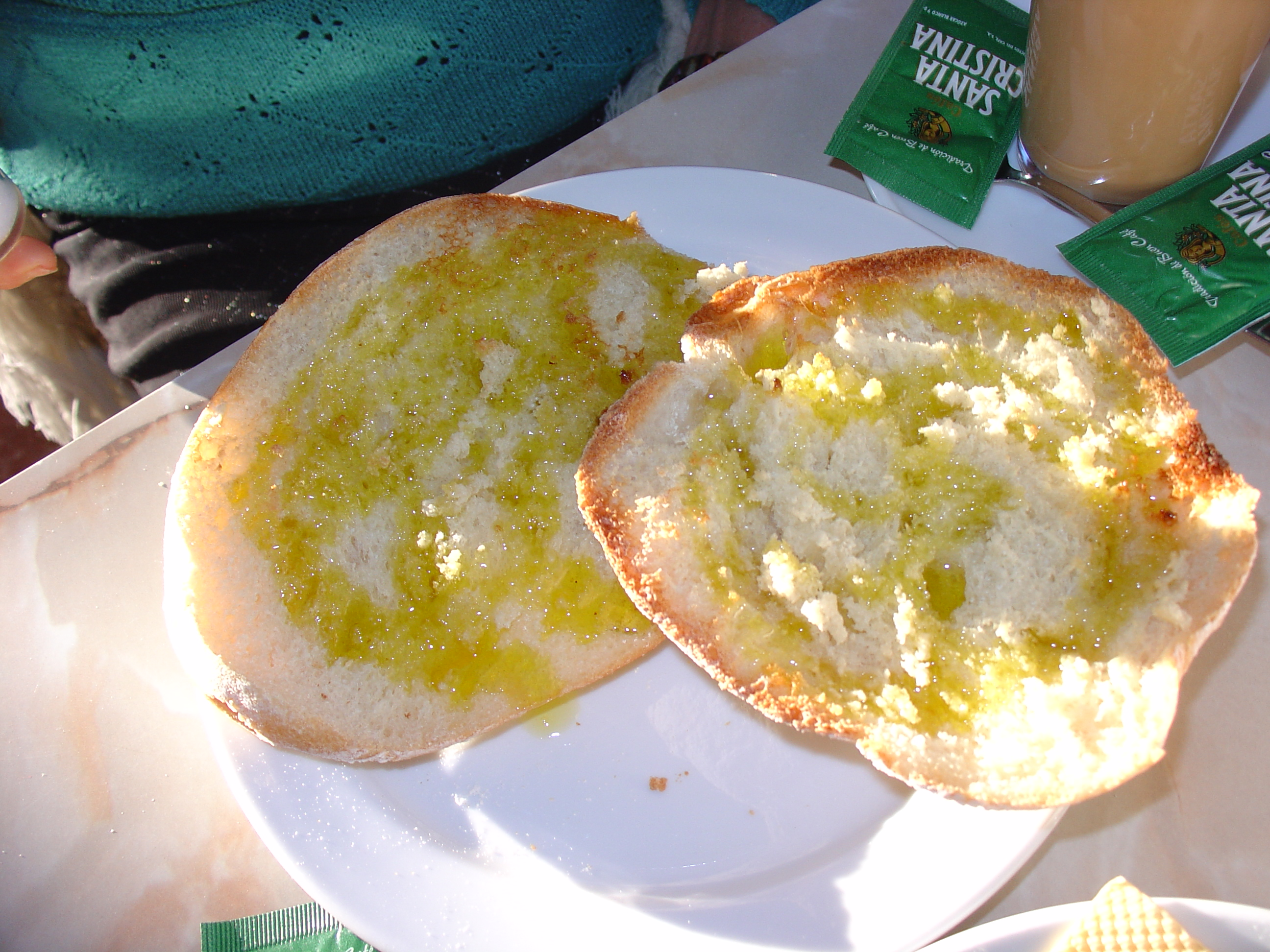
Mollete de Antequera tostado y aliñado con aceite de oliva